# Хронологія російського вторгнення в Україну (грудень 2023)
Ця стаття є частиною хронології повномасштабного російського вторгнення в Україну з 24 лютого 2022 року, яка є частиною хронології російської збройної агресії проти України з 2014 року.
Про події попереднього місяця — див. Хронологія російського вторгнення в Україну (листопад 2023).

## 1-10 грудня

### 1 грудня

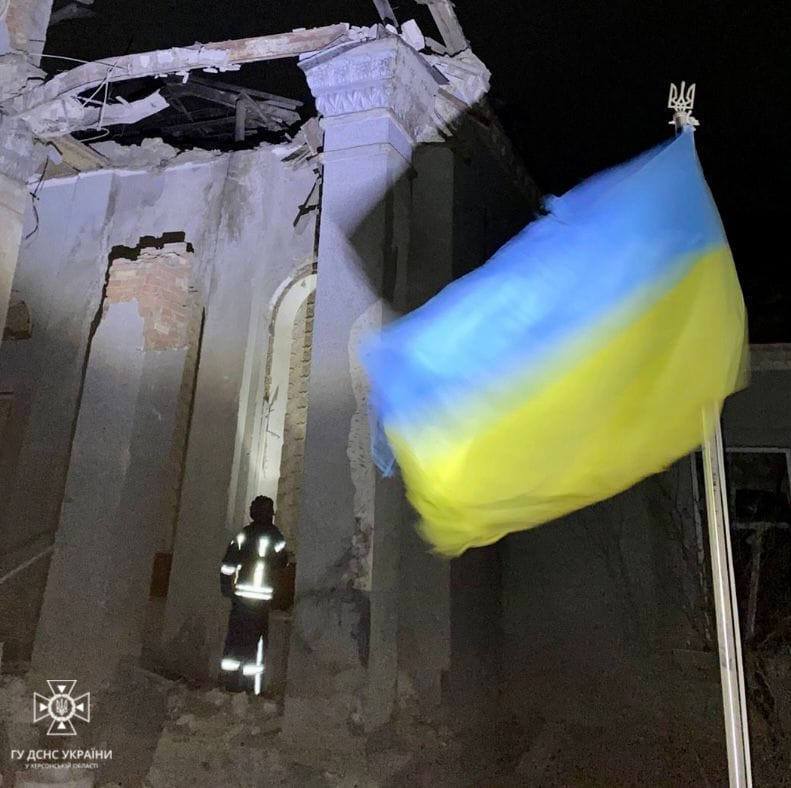
Будинок культури в Херсонському районі після обстрілу 1 грудня

Росія наступала на Куп'янському, Лиманському, Бахмутському, Авдіївському, Мар'їнському та Запорізькому напрямках, де відбулося 84 бойових зіткнення. На Куп'янському, Лиманському та Бахмутському напрямках ЗСУ відбили 13 обстрілів у районі Синьківки та Стельмахівки, вісім — у районі Серебряного лісу та 21 — біля Григорівки, Богданівки, Іванівського та Андріївки; на південь від Бахмута українські війська продовжили обстріли. У напрямку Авдіївки та Маріїнського російські війська продовжували спроби оточити Авдіївку, але українські війська тримали оборону, відбивши 21 атаку поблизу Новоклинового, Степового, Авдіївки, Північного та Первомайського. Також були відбиті атаки в районі Новомихайлівки. На Запорізькому напрямку російські війська здійснили 12 невдалих обстрілів поблизу Роботиного та Вербового. Протягом дня РФ здійснила два ракетних удари, 30 авіаударів та 71 обстріл українських позицій та населених пунктів (повідомляється про жертви серед мирного населення та зруйновану інфраструктуру). Українська артилерія знищила три райони зосередження та п'ять складів боєприпасів.
У ночі російські війська атакували Україну 25 безпілотниками «Shahed» та двома керованими авіаційними ракетами Х-59. У результаті бойової роботи знищено 18 ударних БпЛА, одну керовану авіаційну ракету Х-59. Протиповітряна оборона працювала у Миколаївській, Херсонській, Запорізькій та Дніпропетровській областях.
ФСБ Росії заявила, що заарештувала громадянина Італії та Росії у зв'язку зі сходом з рейок вантажного потяга поблизу Рибного Рязанської області 11 листопада. ФСБ стверджувала, що він був завербований у лютому 2023 року та проходив навчання в Латвії.
Президент Путін підписав указ про збільшення чисельності російських військовослужбовців на 170 000 осіб, а Міністерство оборони РФ назвало розширення НАТО і війну в Україні однією з причин цього указу.
В інтерв'ю агентству Associated Press у Харкові президент Зеленський визнав, «Ми хотіли швидших результатів. З цієї точки зору, на жаль, ми не досягли бажаних результатів. І це факт», і заявив, що війна вступила в нову фазу з початком зимового сезону.
Федерація товариств Червоного Хреста і Червоного Півмісяця призупинила членство Білоруського Червоного Хреста після того, як він відмовився відсторонити свого керівника Дмитра Шевцова, який визнав причетність до депортації українських дітей з окупованих Росією територій.
За українськими даними, з початку російського вторгнення в лютому 2022 року було пошкоджено або зруйновано понад 170 000 будівель. Зруйновані будівлі включають понад 20 000 житлових будинків, 3 500 навчальних закладів та 420 будівель великих і середніх компаній. Крім того, було пошкоджено аеропорти, в тому числі цивільні, 344 мости та 25 000 доріг.
Російські незалежні ЗМІ «Медиазона» та BBC News Russia підтвердили імена 38 261 російського солдата, загиблих з моменту вторгнення Росії в Україну в лютому 2022 року, на основі відкритих джерел, включаючи некрологи, родичів, регіональні ЗМІ та місцеву владу, додавши, що реальна кількість загиблих може бути набагато більшою.
За даними Центру східних досліджень (OSW), 29 листопада російські війська захопили село Хромове, що межує з Бахмутом. Вони також розширили контрольовану територію в районі на північний захід від Бахмута до Берчівського водосховища і на північ від Авдіївки, в напрямку села Новоклинове. На північний схід від Куп'янська вони просунулися до околиць флангової Синьківки. Незначних успіхів росіяни досягли на схід від Куп'янська, на захід від Кремінної та на південний захід від Великої Новоселівки, що на межі Донецької та Запорізької областей. Українські війська, у свою чергу, відбили послідовні спроби ліквідувати плацдарм у Кринках на лівому березі Дніпра та укріпилися в його центральній частині. Дії обох сторін на інших напрямках не принесли особливих змін. За даними української сторони, після уповільнення, спричиненого погодними умовами, інтенсивність ворожих обстрілів знову зросла, переважно в районі Авдіївки та західних околиць Бахмута. Зменшилася кількість обстрілів українських позицій у західній частині Мар'їнки.

### 2 грудня
Більше всього ворожих штурмів було відбито під Авдіївкою. За поточну добу оперативна обстановка на сході та півдні України залишалась складною. Російські загарбники атакували позиції ЗСУ на семи напрямках, повідомив Генштаб. Ворог завдав трьох ракетних та 15 авіаційних ударів, здійснив 18 обстрілів з РСЗВ по позиціях наших військ та населених пунктах. Війська РФ не полишають спроб оточити Авдіївку та намагалися відновити втрачене положення у Запорізькій області. Загалом протягом минулої доби на фронті відбулося 88 бойових зіткнень.
Як повідомив голова Херсонської ОВА Олександр Прокудін окупантів 82 рази обстріляла Херсонську область з мінометів, артилерії, «Градів», ПТРК, танків, авіації та БПЛА. По місту Херсон ворог випустив 38 снарядів. Російські військові поцілили у житлові квартали населених пунктів області; навчальний заклад у Херсоні. Внаслідок обстрілів одна людина загинула і одна була поранена.
Німецький концерн Rheinmetall Group планує запустити виробництво своєї бронетехніки на території України вже в кінці 2024 року. Про це повідомив генеральний директор Rheinmetall Армін Паппергер в інтерв'ю WirtschaftsWoche. Виробництво бронетранспортерів Fuchs в Україні стане можливим вже з кінця літа 2024 року, а виробництво БМП Lynx може розпочатися влітку 2025 року.
Внаслідок обстрілу Семенівській громади Чернігівщини поранені мирні мешканці. Постраждала родина з 4-річною дитиною, помешкання людей повністю зруйноване.
За даними Енергоатома, Запорізька АЕС, окупована Росією, була відрізана від основної лінії електропередач під час повітряної тривоги, що спричинило відключення електроенергії, під час якого вона була змушена покладатися на дизель-генератори, що поставило під загрозу безпеку електростанції.
Було опубліковано відео розстрілу російськими окупантами двох українських військових, які намагалися здатись у полон. Вбивство відбулось в районі села Степове Покровського району Донецької області у ході боїв за Авдіївку.
За даними ISW, погані погодні умови продовжували сповільнювати темпи українських і російських бойових дій по всій лінії фронту, але не зупинили їх повністю. Міністерство оборони Росії дало зрозуміти, що, ймовірно, має намір і надалі покладатися на програми криптомобілізації у разі потенційного збільшення чисельності російської армії. Російські війська продовжували наступати вздовж лінії Куп'янськ-Сватово-Кремінна, поблизу Бахмута та Авдіївки, на захід від Донецька, на кордоні Донецької та Запорізької областей і в західній частині Запорізької області, просуваючись поблизу Авдіївки. Станом на цей день, ЗСУ утримували контроль над Авдіївським коксохімом, росіяни намагалися захопити завод.

### 3 грудня
Росіяни випустили по Україні 12 «Shahed» та керовану авіаційну ракету Х-59. Оборонці знищили 10 дронів, а ракета не досягла своєї цілі.
За даними голови Херсонської обладміністрації Олександра Прокудіна, окупанти вдарили, зокрема, по двох лікарнях та центру Херсону. 2 людини загинуло, ще 4 постраждало.
Російська окупаційна армія почала активніше використовувати диверсійно-розвідувальні групи поблизу кордону з Харківською областю. Водночас на Харківщині зросла кількість ворожих обстрілів.
Пізно вночі в Москві спалахнула масштабна пожежа в будівлі Московського заводу спеціалізованих автомобілів, який є одним із провідних виробників причіпної техніки. Площа пожежі сягала більше 1000 м2 . Завод виробляє автозапчастини, медичні системи та протипожежне обладнання. ЗСУ завдали удару по нафтобазах в окупованому Луганську.
Росіяни наступала на Куп'янському, Лиманському, Бахмутському, Авдіївському, Мар'їнському, Шахтарському та Запорізькому напрямках, де відбулося 68 бойових зіткнень. На Куп'янському, Лиманському та Бахмутському напрямках ЗСУ відбили вісім атак в районі Синьківки, три атаки в районі Серебряного лісу та 16 атак в районі Богданівки, Іванівського, Андріївки та Клищівки; на південь від Бахмута українські війська продовжили обстріли.
На Авдіївському та Маріїнському напрямках росіяни продовжували спроби оточити Авдіївку, але українські війська тримали оборону, відбивши 21 атаку поблизу Новоклинового, Новобахмутівки, Степового, Авдіївки, Північного та Первомайського. Також було відбито вісім атак у районі Мар'їнки та Новомихайлівки. На Шахтарському та Запорізькому напрямках російські війська здійснили щонайменше сім невдалих обстрілів у районі Старомайорського, Роботиного та Новопокровки.
Протягом дня РФ здійснила один ракетний наліт, 45 авіаударів та 49 обстрілів українських позицій та населених пунктів (повідомляється про жертви серед мирного населення та зруйновану інфраструктуру). Українська авіація завдала вісім авіаударів по районах зосередження, два — по зенітно-ракетних комплексах і два — по складах боєприпасів, а артилерія пошкодила пускову установку ТОС-1А і зенітний комплекс «Панцир».
За даними ISW, російські війська просувалися вперед у боях під Авдіївкою; вони просувалися на захід від залізничної лінії, що проходить на північ від Степового і на південний захід від Первомайського, що за 10 км на південний захід від Авдіївки. Військові блогери стверджують, що росіяни просуваються в районі Новоклинового, на захід від Красногорівки, а також у районах Первомайського та Північного. За словами міського голови Віталія Барабаша, російські війська відкрили дві нові лінії наступу на промзону на південний схід від Авдіївки, а також з боку селища Спартак. Ці дії були спрямовані на відволікання українських військ. Російські війська продовжували наступати на лінії Куп'янськ-Сватово-Кремінна, поблизу Бахмута та Авдіївки, на захід і південний захід від Донецька, на кордоні Донецької та Запорізької областей і на заході Запорізької області, просуваючись під Авдіївкою.

### 4 грудня
Вночі українська ППО знищила ще 18 з 23 ворожих БпЛА типу «Shahed-136» та ракету Х-59. Ворог запускав цілі з окупованого Криму з мису Чауда, та захопленої частини Херсонської області.
Російські окупанти завдали ввечері ракетного удару по Криворізькому району, обійшлось без жертв. Протягом дня окупанти з артилерії обстріляли Нікополь та Марганець, а також територію Червоногригорівської громади. Унаслідок обстрілів пошкоджень зазнали чотири житлові будинки, три господарські будівлі, будівля гімназії та лінія електропередач. Об 11:00 російська армія здійснила артилерійський обстріл Херсона, влучивши в дитячий садок і поранивши щонайменше одну цивільну особу. Росіяни будували шпиталь у Севастополі на 150 чоловік.
The Washington Post опублікувала два матеріали: у першому з них йдеться про планування контрнаступу України за участі США, в другому — про хід контрнаступу, зокрема очима його безпосередніх учасників, та про рішення українського військового командування і суперечливі пропозиції США. За перші 24 години наступу ЗСУ планували досягти села Роботине в Запорізькій області, просунувшись на відстань близько 14 км. У перший день військові сподівалися досягти північної межі населеного пункту, а на четвертий день — контролювати увесь населений пункт та прилеглу територію. Цей удар мав бути початком руху до Мелітополя. Зрештою на звільнення Роботиного знадобилося близько 12 тижнів.
За даними Міністерства оборони Великої Британії, російські війська просувалися через руїни Мар'їнки протягом останніх тижнів і, як вважають, контролюють більшу частину забудованої території. Українські війська зберігають контроль над частиною території на західній околиці міста. За даними Міністерства, «відновлення операцій Росії проти Мар'їнки було частиною осіннього наступу, пріоритетним завданням якого було розширення контролю над рештою території Донецької області».
Тривав наступ у напрямку Мелітополя та утримання зайнятих позицій на лівому березі Дніпра. Російські війська наступали на Куп'янському, Лиманському, Бахмутському, Авдіївському, Мар'їнському та Запорізькому напрямках, де відбулося 73 бойових зіткнення. На Куп'янському, Лиманському та Бахмутському напрямках українці відбили 10 атак в районі Синьківки та Петропавлівки, 11 — в районі Серебряного лісу, Білогорівки та Терни, 11 — в районі Богданівки, Андріївки та Ключіївки; на південь від Бахмута українські війська продовжили обстріли. На Авдіївському та Мар'їнському напрямках росіяни продовжували спроби оточити Авдіївку, ЗСУ тримали оборону, відбивши 18 атак поблизу Новобахмутівки, Степового, Авдіївки та Північного. Також вони відбили 18 атак у районі Мар'їнки та Новомихайлівки. На Запорізькому напрямку російські війська намагалися повернути позиції біля Роботиного. Протягом доби російська армія здійснила вісім ракетних ударів, 68 авіаударів та 87 обстрілів українських позицій та населених пунктів (повідомляється про жертви серед мирного населення та зруйновану інфраструктуру). Українська авіація завдала 10 авіаударів по районах зосередження і два по зенітно-ракетних комплексах, а артилерія обстріляла три райони зосередження, два зенітні комплекси і сім артилерійських установок.
Директор Бюджетного управління США Шаланда Янг оголосила, що фінансування військової допомоги Україні закінчиться до кінця року, і надіслала листа до Конгресу, в якому зазначила, що якщо Конгрес не буде діяти, то у США закінчаться кошти на підтримку України в найближчі кілька тижнів. Навіть разом інші країни не зможуть компенсувати допомогу США. Янг попередила про колапс української економіки, якщо Конгрес не схвалить нову допомогу найближчим часом: «Тоді вони більше не зможуть продовжувати воювати».
Росія накопичила 870 ракет різних типів і відновлює свої запаси, в тому числі стратегічні. За даними української сторони, російські війська мали 870 ракет, у тому числі 165 «Калібрів», 160 ракет Х-101, Х-55 і Х-555, 290 ракет «Іскандер-М» і «Іскандер-К», 80 «Кінжалів» і 150 ракет Х-22/Х-32.

### 5 грудня

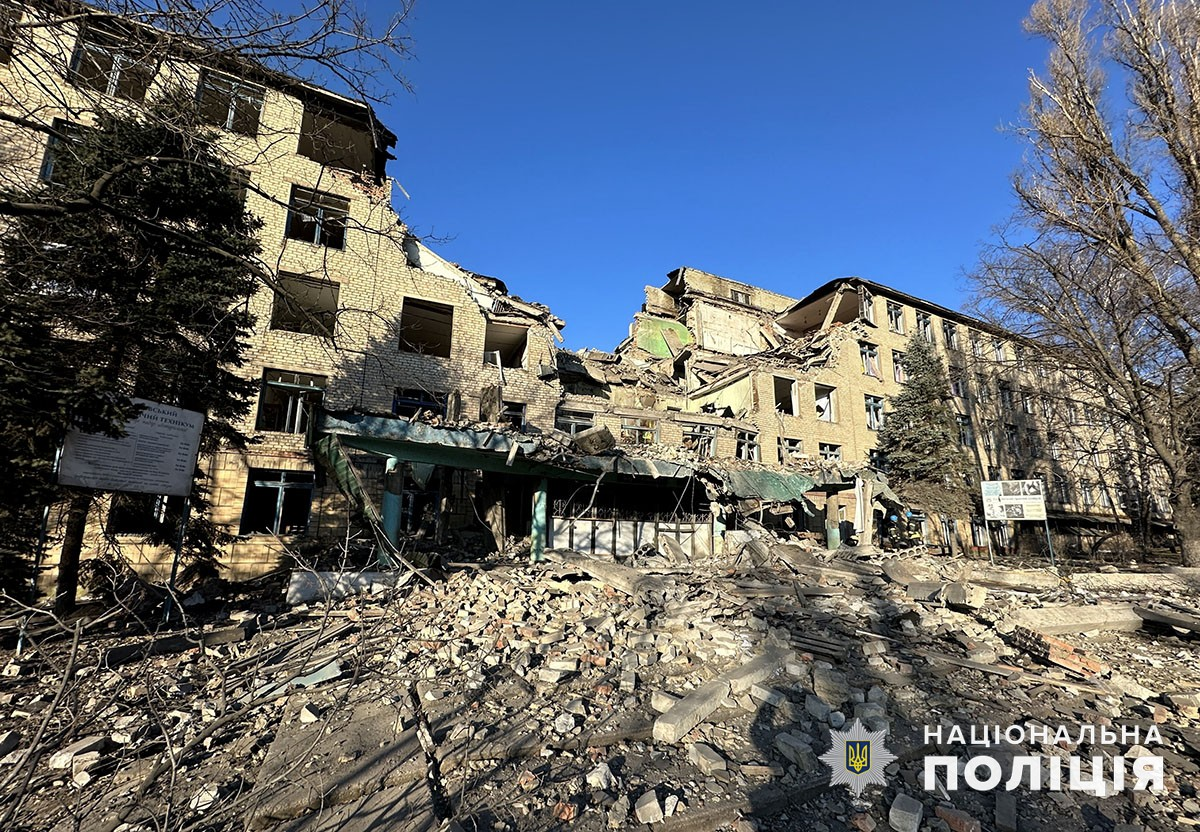
Політехнічний фаховий коледж у Селидовому після нічної російської атаки на місто чотирма ракетами С-300. 5 грудня 2023

Протягом доби РФ втратила 1030 окупантів, загальні втрати з 24.02 сягнули 333.840 осіб.
Міноборони РФ повідомило про те, що над Кримом і Азовським морем силами ППО було знищено 26 і перехоплено 15 українських безпілотників. Пізніше українські ЗМІ з посиланням на джерела в розвідці повідомили, що цілями атак, організованих СБУ та військовою розвідкою, стали Морський нафтовий термінал у Феодосії, радіолокаційна система «Небо-М» біля села Багерово, військовий вертолітний майданчик біля Стрілкового, радіолокаційний комплекс П-18 «Терек» і система наведення зенітних ракет «Байкал-1М», яким було завдано «досить значної» шкоди. Також було знищено російський зенітний радар на сході Криму поблизу Керчі.

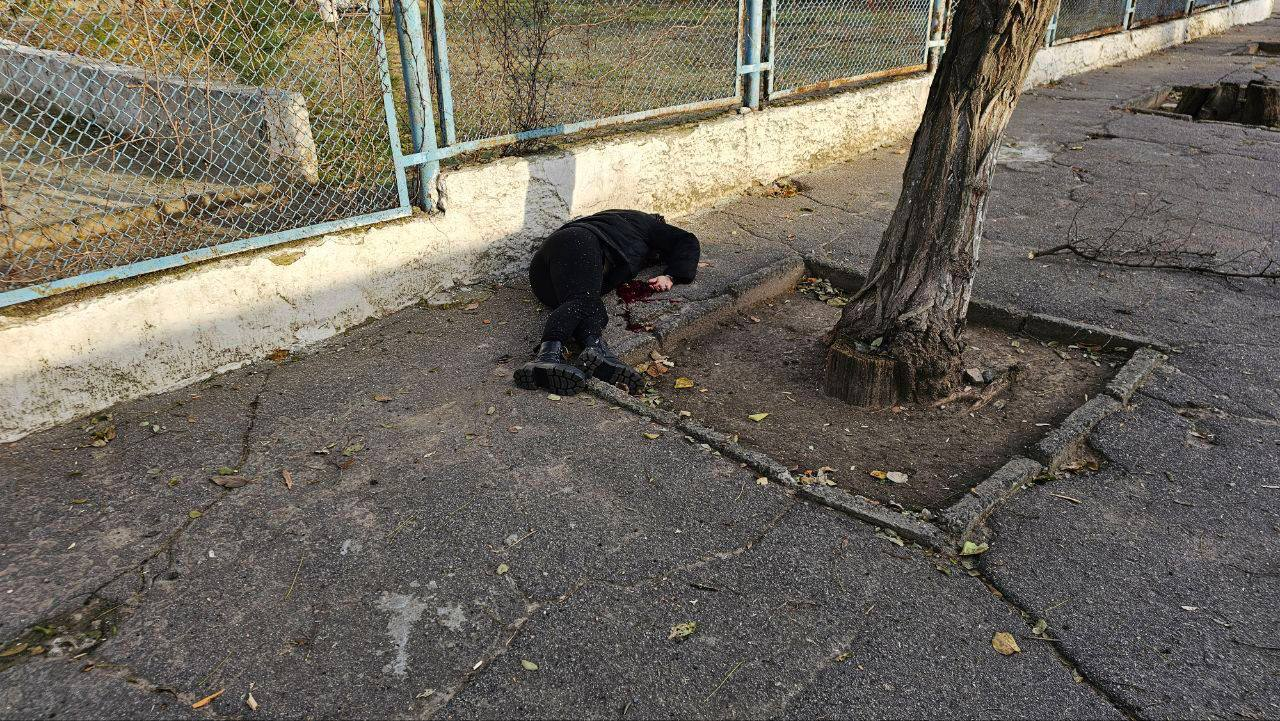
Загиблий від обстрілу Херсона

ПС ЗСУ заявили про запуск росіянами по Україні 17 БПЛА «Shahed-136/131» з двох напрямків — Курська область та Приморсько-Ахтарськ, 10 з яких було збито, зокрема, над Миколаївською, Херсонською та Вінницькою областями. Російська армія також випустила шість ракет С-300 по цивільних районах Донецької та Херсонської областей. Російська армія обстрілювала центр Херсона. Дві людини загинули, одна отримала значні поранення.
Фінляндія планувала почати виробництво артилерійських боєприпасів для України, заявив фінський міністр оборони Антті Хяккянен в інтерв'ю Iltalehti.
Міністр закордонних справ Нідерландів Ганке Брюїнс Слот відвідала Україну і обговорила із Зеленським Чорноморський коридор, умови ведення бойових дій на фронті, озброєння та військову допомогу. Нідерланди також оголосили, що виділять 9 мільйонів євро на підтримку України у відновленні відвойованих територій та розслідуванні російських воєнних злочинів.
Вночі українськи ППО збили російський бомбардувальник Су-24М неподалік острова Зміїний, що намагався завдати ракетно-бомбового удару по півдню Одещини.
За інформацією ISW, Державна Дума Росії розглядала законопроект про визнання Азовського моря внутрішнім російським водоймищем, що, можливо, створить умови для примусового визнання незаконної анексії Росією окупованого Криму та Херсонської, Запорізької і Донецької областей. Російські війська продовжували наступальні дії на лінії Куп'янськ-Сватово-Кремінна, поблизу Бахмута та Авдіївки, на захід і південний захід від Донецька, на межі Донецької та Запорізької областей, а також на заході Запорізької області, просуваючись під Авдіївкою. Крім того, російська окупаційна влада активізувала конфіскацію українського майна в окупованому Бердянську.
Голова Офісу президента Андрій Єрмак, який перебував у Вашингтоні, заявив, що затримка з наданням допомоги Україні, яка обговорюється в Конгресі США, може «створити великий ризик того, що ми можемо опинитися в такій самій ситуації, в якій ми зараз перебуваємо. І, звичайно, це дуже сильно підвищить ймовірність того, що ми не зможемо постійно звільняти [країну] і що ми програємо війну». Лідер більшості в Сенаті США, сенатор-демократ Чак Шумер заявив, що президент Володимир Зеленський раптово скасував онлайн-звернення до американських сенаторів, заплановане на 22:00 за київським часом.

### 6 грудня
Російські бойці наступала на Куп'янському, Лиманському, Бахмутському, Авдіївському, Мар'їнському, Шахтарському та Запорізькому напрямках, де відбулося 91 бойове зіткнення. На Куп'янському, Лиманському та Бахмутському напрямках українці відбили сім атак у районі Синьківки, шість — у районі Терни, Веселого та Роздолівки, 12 — біля Богданівки, Андріївки та Кличівки; на південь від Бахмута українські війська продовжили обстріли. На Авдіївському та Мар'їнському напрямках росіяни продовжували спроби оточити Авдіївку, але українські війська тримали оборону, відбивши 34 атаки поблизу Новобахмутівки, Степового, Авдіївки, Північного, Тоненького та Первомайського. Також було відбито 17 обстрілів у районі Красногорівки, Мар'їнки та Новомихайлівки. На Шахтарському та Запорізькому напрямках російсько-терористичні війська здійснили сім невдалих обстрілів у районах Новодонецька, Вербового, Новопропівки та Роботиного. Протягом доби РФ здійснила два ракетних удари, 80 авіаударів та 85 обстрілів українських позицій та населених пунктів (повідомляється про жертви серед мирного населення та зруйновану інфраструктуру). Українська авіація завдала 11 авіаударів по районах зосередження, один — по командному пункту і трьох зенітно-ракетних комплексах, а артилерія знищила зенітну установку, три райони зосередження, склад боєприпасів і дві артилерійські одиниці.
Вночі росіяни атакували Україну 48 безпілотниками типу «Shahed» за двома напрямками — мис Чауда і Курська область — РФ, знищено 41 БПЛА. Основні бої тривали на півдні Авдіївки, між залишками коксохімічного заводу та селом Степове.
Обласна військова адміністрація повідомила, що росіяни обстріляли дев'ять громад у Сумській області, поранивши двох цивільних у Середино-Буді, де було зафіксовано 26 вибухів.
Тіло колишнього депутата ВРУ та колабораціоніста Іллі Ківи знайдено в Московській області у калюжі крові на території паркової зони готелю «Величъ Country Club» у селі Супонево Одинцовського району, його було застрелено з мисливської рушниці.
Сили оборони ліквідували транспортний вертоліт Мі-8, який приземлився поблизу міста Лиман на Донеччині. Роботу Himars відкоригували захисники за допомогою безпілотника.
Ідентифіковані працівники, що займаються збіркою БпЛА «Ланцет» та Shahed у російських компанії ТОВ «ЦСТ» (ООО «ЦСТ»), «Альбатрос».
Законопроєкт про надання Україні та Ізраїлю нової фінансової допомоги для безпекових потреб заблоковано в Сенаті США у середу через наполягання республіканців на своїх вимогах про посилення заходів із контролю за імміграцією на кордоні США з Мексикою. У перебігу голосування, яке мало б прокласти шлях до початку обговорення законопроєкту, голоси розділилися таким чином — 45 «за» і 48 — «проти», що означає, що виділення пакету у 110,5 мільярдів доларів не змогло отримати 60 необхідних голосів для проходження документа. США оголосили про наступний (52-й) пакет військової допомоги Україні на суму 425 млн доларів, який включав ракети AIM-9M та AIM-7 для протиповітряної оборони, боєприпаси до M142 HIMARS, 155-мм та 105-мм артилерійські снаряди, протирадіолокаційні ракети AGM-88 HARM, протитанкові комплекси Javelin та AT-4, а також транспортні засоби.
Прем'єр-міністр Японії Фуміо Кісіда повідомив про рішення надати Україні додаткову допомогу на мільярд доларів. За його словами, кошти підуть на гуманітарну допомогу та підтримку відбудови й реконструкції України.

### 7 грудня
Втрати росіян протягом доби склали 1100 окупантів, 18 танків, 26 ББМ та 21 артсистема. Росіяни наступали на Куп'янському, Лиманському, Бахмутському, Авдіївському, Мар'їнському та Запорізькому напрямках, де відбулося 89 бойових зіткнень. На Куп'янському, Лиманському та Бахмутському напрямках українці відбили 7 атак в районі Синьківки, атаку в районі Терни та 24 атаки в районі Богданівки, Іванівського, Ключівки та Андріївки; на південь від Бахмута українські війська продовжили обстріли. На Авдіївському та Мар'їнському напрямках росіяни продовжували спроби оточити Авдіївку, але українські війська тримали оборону, відбивши 30 атак поблизу Новобахмутівки, Авдіївки, Тоненького та Первомайського. Також вони відбили 14 обстрілів у районі Мар'їнки та Новомихайлівки. На Запорізькому напрямку російські війська здійснили вісім обстрілів на захід від Вербового та Роботиного. Протягом доби російська армія здійснила три ракетні удари, 57 авіаударів та 47 обстрілів українських позицій та населених пунктів (повідомляється про жертви серед мирного населення та зруйновану інфраструктуру). Українська авіація завдала п'ять авіаударів по районах зосередження бойовиків, а артилерія обстріляла станцію радіоелектронної боротьби.
Росіяни атакували Україну 18 безпілотниками Shahed із мису Чауда в напрямках Хмельниччини та Одещини. Знищено 15 БпЛА, було є влучання, загинув водій фури.
Протягом дня росіяни здійснили 17 обстрілів прикордонних територій та населених пунктів Сумської області. Зафіксовано 61 вибух. Обстрілів зазнали Краснопільська, Білопільська, Хотінська, Юнаківська, Миколаївська сільська, Великописарівська, Есманська, Шалигинська, Середино-Будська громади.
Влада Херсонської області заявила, що Росія здійснила напад на Херсонську область, внаслідок чого було поранено щонайменше трьох цивільних осіб і стався витік аміаку з заводу в Херсоні.
У США залишилося кілька тижнів, після чого ресурси на допомогу Україні буде вичерпано, заявив Координатор Ради національної безпеки зі стратегічних комунікацій Джон Кірбі на брифінгу.
Російська окупаційна влада оголосила про початок «добровільної евакуації» мешканців Нової Каховки 13 грудня, посилаючись на близькість міста до місць бойових дій на східному березі Дніпра. Основною причиною було названо те, що деякі села в районі Нової Каховки опинилися в 15-кілометровій зоні бойових дій.
НАЗК відкрили доступ до компонентної бази елементів, з яких складається російська зброя, що бере участь у війні проти України. Наразі база даних містить інформацію про іноземні компоненти, знайдені у російському та іранському озброєнні, що використовується рф протягом повномасштабного вторгнення проти України починаючи з 24 лютого 2022 року.

### 8 грудня

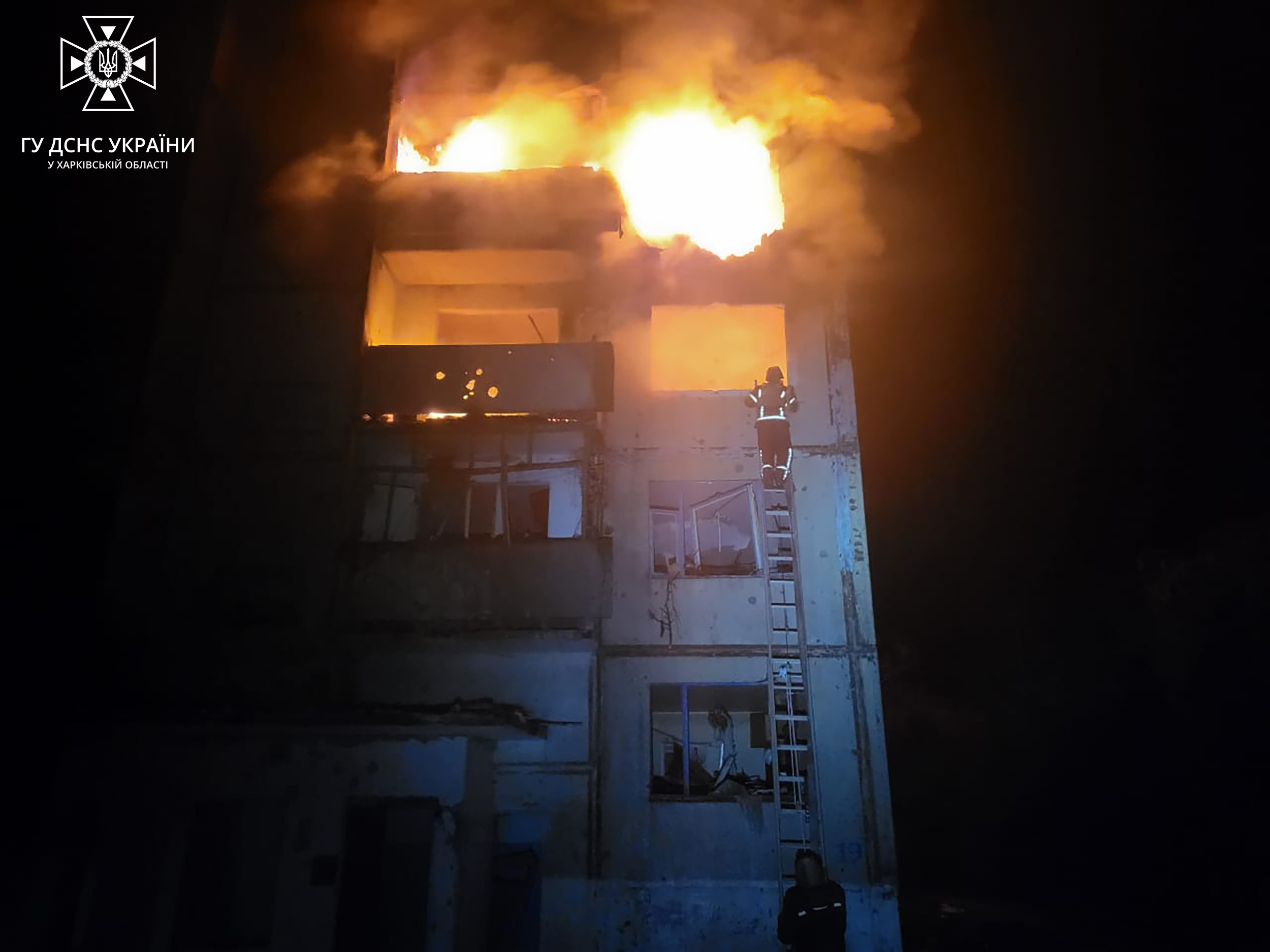
Будинок у Курилівці (Харківська область) після російського бомбардування

Протягом доби було ліквідовано 990 окупантів. Вночі російські війська обстріляли Харків ракетами С-300, пошкоджено житлові будинки та 26 авто, одну людину поранено.
Зранку після довгої перерви росіяни здійснили масовану ракетну атаку України зі стратегічної авіації, вони запустили 19 ракет Х-101 і Х-555 з 7 бомбардувальників Ту-95МС із району Саратовської області. Силам ППО вдалось знищити всі 14 ракет на Київщині та частину на Дніпропетровщині. Нанесено удар по Павлоградському району, одна людина загинула, четверо поранених, двоє людей у важкому стані.
ЗС РФ атакували безпілотниками Гуляйполе, Роботине, Малу Токмачку й Степове. Обстрілу з РСЗВ зазнав Степногірськ, загинула 56-річна місцева жителька. За даними ISW, росіяни взяли під контроль Авдіївські очисні споруди, розташовані за 5 км від міста і на південь від Красногорівки. Було підтверджено просування росіян під Авдіївкою та в західній частині Запорізької області.
РФ наступала на Куп'янському, Лиманському, Бахмутському, Авдіївському, Мар'їнському, Шахтарському та Запорізькому напрямках, де відбулося 95 бойових зіткнень. На Куп'янському, Лиманському та Бахмутському напрямках ЗСУ відбили 11 обстрілів у районі Синьківки, Петропавлівки та Іванівки, атаку біля Спірного та 13 обстрілів біля Богданівки, Іванівського, Ключівки та Андріївки. У напрямку Авдіївки та Маріїнського росіяни продовжували спроби оточити Авдіївку,, ЗСУ відбили 35 атак поблизу Новобахмутівки, Степового, Авдіївки, Тоненького та Первомайського. Також було відбито 24 атаки в районах Красногорівки, Мар'їнки, Побєди та Новомихайлівки. На Шахтарському та Запорізькому напрямках російські війська намагалися повернути позиції поблизу Вербового. РФ здійснила 28 ракетних ударів, 27 авіаударів та 59 обстрілів українських позицій та населених пунктів (повідомляється про жертви серед мирного населення та зруйновану інфраструктуру). Українська артилерія завдала ударів по шести місцях зосередження та радіостанції.
Розвідувальний центр Сил оборони Естонії заявив, що, незважаючи на великі втрати російської армії, Росія планувала посилити наступ на Україну в найближчі тижні. Хоча на лінії фронту не відбулося значних змін, інтенсивність війни Росії проти України цього тижня зросла на ¼, росіяни перейшли від прямих піхотних атак до дальнього вогню, що «значно ускладнило перегрупування українських підрозділів, створення та укріплення оборонних позицій». РФ також чинила тиск у напрямку Бахмута і Мар'їнки, де, за повідомленнями, прогрес був незначним.
Німеччина надала Україні пакет військової допомоги, який включав 11 розвідувальних безпілотників, шість прикордонних автомобілів, вісім позашляховиків Zetros, 100 000 аптечок та інших медичних засобів, 33 автоматичні гранатомети GMG та додаткові 155-мм артилерійські снаряди. Парламент Болгарії знову схвалив контракт на поставку 100 старих бронетранспортерів в Україну, на який раніше наклав вето президент.

### 9 грудня
На Таврійському напрямку 90 % боїв точилися у районі Авдіївки та Мар'їнки. Війська РФ обстріляли Берислав з безпілотника, одна людина загинула, одну поранено. Внаслідок другої за день російської атаки на центр Херсону одну людину поранено, російська ракета влучила у багатоповерхівку. Генеральна прокуратура повідомила, що близько 15:00 за місцевим часом двоє людей загинули і двоє отримали поранення в результаті російського ракетного удару по Куп'янську і сусідньому селу Подоли.
В тимчяасово окупованій Макіївці стався вибух і потужна пожежа на нафтобазі «Артеміда».
Речник української армії Олександр Штупун повідомив, що 90 % бойових дій відбувалися в Таврійському районі, де росіяни зосередилися на Авдіївці та Мар'їнці і вели артилерійські обстріли. За останні 24 години вони не завдавали авіаударів, а кількість атак з безпілотників зменшилася. За словами Ступуна, протягом доби в районі Авдіївки та Мар'їнки було відбито десятки ворожих атак, російські війська спочатку намагалися вибити українських військових з позицій за допомогою артилерії, а потім, за можливості, перекидали піхоту, використовуючи бронетехніку.
Росіяни наступали на Куп'янському, Лиманському, Бахмутському, Авдіївському, Мар'їнському, Шахтарському та Запорізькому напрямках, де відбулося 60 бойових зіткнень. На Куп'янському, Лиманському та Бахмутському напрямках українці відбили сім атак в районі Синьківки, Петропавлівки та Новошелестівського, атаку в районі Серебряного лісу та 14 атак в районі Богданівки, Іванівського та Ключіївки, на південь від Бахмута українські війська продовжили обстріли. На Авдіївському та Маріїнському напрямках росіяни продовжували спроби оточити Авдіївку, але українські війська тримали оборону, відбивши 19 атак поблизу Новобахмутівки, Авдіївки, Тоненького та Первомайського. Також було відбито вісім атак у районах Мар'їнки, Побєди та Новомихайлівки. На Шахтарському та Запорізькому напрямках російські війська здійснили п'ять невдалих обстрілів у районах Старомайорська, Новопокровки та Роботиного. Протягом дня Росія здійснила один ракетний наліт, вісім авіаударів та 34 обстріли українських позицій та населених пунктів (повідомляється про жертви серед мирного населення та зруйновану інфраструктуру). Українська артилерія обстріляла два райони зосередження та два склади паливно-мастильних матеріалів.
За даними ISW, російські війська провели наступальні операції на різних ділянках фронту, незважаючи на несприятливі погодні умови, намагаючись перехопити ініціативу напередодні президентських виборів у Росії в березні 2024 року. Російські війська проводили атаки на значній частині фронту, зокрема на кордоні Харківської та Луганської областей, поблизу Бахмута та Авдіївки, а також у Запорізькій області. У свою чергу, українці скористалися складними погодними умовами та триваючими російськими наступальними операціями для створення та закріплення оборонних позицій на тих ділянках фронту, де вони не проводили контрнаступальних операцій, таким чином зберігаючи сили та засоби для майбутніх атак. Російські війська продовжували наступати вздовж лінії Куп'янськ-Сватово-Кремінна, поблизу Бахмута та Авдіївки, на захід і південний захід від Донецька, на кордоні Донецької та Запорізької областей і в західній частині Запорізької області, просуваючись у напрямку Кремінної.
Міністерство оборони Великої Британії повідомило, що Росія, ймовірно, розпочала нову кампанію ударів, спрямованих на деградацію енергетичної інфраструктури України. У ніч з 7 на 8 грудня ВПС Росії здійснили хвилю атак на Київ і центральну Україну з використанням важких бомбардувальників Ту-95, запустивши щонайменше 16 крилатих ракет Х-101 з оперативної зони над Каспійським морем.

### 10 грудня
За даними ISW, українська армія продовжила наступальні операції на лівому березі Дніпра, утримуючи позиції біля Кринок і продовжуючи вести бої з російськими військами. За даними російських джерел, українська армія просунулася вперед, зайнявши нові позиції на острові Великий Потьомкін на Дніпрі, контролюючи весь острів. Тим часом російські війська продовжували наступати на лінії Куп'янськ-Сватово-Кремінна, поблизу Бахмута та Авдіївки, на захід від Донецька, на кордоні Донецької та Запорізької областей і в західній частині Запорізької області, просунувшись на деяких ділянках вперед. Крім того, російська влада продовжила довгострокові зусилля з індоктринації українських студентів, спрямовуючи фінансування на навчальні заклади в окупованій Україні. Міністерство оборони Великої Британії повідомило, що Авдіївка залишалася місцем найбільш інтенсивних боїв на всій лінії фронту протягом минулого тижня. За українськими даними, в окремі дні майже 40 % усіх зіткнень відбувалися в цьому невеликому секторі. Російські наступальні операції продовжували спиратися переважно на піхотні атаки, часто здійснювані підрозділами «Шторм-Z», тоді як українські сили, з іншого боку, ймовірно, проводили успішні локальні контратаки, не даючи росіянам взяти під повний контроль село Степове, де Росія спробувала здійснити один зі своїх кругових рухів, щоб оточити Авдіївку та добре захищену промислову зону.
Командувач Сухопутних військ України генерал Олександр Сирський охарактеризував ситуацію на східній ділянці фронту, як «складну», заявивши, що російські війська «не припиняють вести наступальні дії по всьому фронту». Сирський додав, що обговорив з командирами підрозділів заходи для забезпечення стійкої оборони і збереження життя солдатів.
Протягом доби російські війська обстріляли понад 22 населених пункти в Харківській області. Вночі окупанти в селі Великий Бурлук у Куп'янському районі зруйнували гуртожиток освітньої установи, повідомив голова Харківської ОВА Олег Синєгубов.
Росіяни атакували на Куп'янському, Лиманському, Бахмутському, Авдіївському, Мар'їнському, Шахтарському та Запорізькому напрямках, де відбулося 98 бойових зіткнень. На Куп'янському, Лиманському та Бахмутському напрямках українці відбили чотири атаки в районі Синьківки та Петропавлівки, п'ять — в районі Терни, Веселого та Макіївки, 13 — в районі Григорівки, Богданівки, Іванівського, Кличівки та Андріївки; на південь від Бахмута українські війська продовжили обстріли. На Авдіївському та Маріїнському напрямках росіяни продовжували спроби оточити Авдіївку, але українські війська тримали оборону, відбивши 49 атак в районі Новобахмутівки, Степового, Авдіївки, Північного, Тоненького та Первомайського. Також було відбито 18 атак у районі Мар'їнки та Новомихайлівки. На Шахтарському та Запорізькому напрямках російсько-терористичні війська здійснили невдалі атаки в районі Вугледара та Роботиного. Протягом доби російсько-терористичні війська здійснили три ракетних удари, 61 авіаудар та 67 обстрілів українських позицій та населених пунктів (повідомляється про жертви серед мирного населення та зруйновану інфраструктуру). Українська артилерія знищила три райони зосередження та склади боєприпасів.
Українське військове командування повідомило, що веде переговори зі Швецією про отримання винищувачів Saab JAS 39 Gripen. Речник ВПС України Юрій Ігнат заявив, що «шведська сторона може надати Україні таку кількість [винищувачів], яку вона має», але не назвав конкретних цифр. Українські пілоти випробували шведські літаки. Однак Україна використовуватиме американські винищувачі F-16 як основу своїх майбутніх ВПС.
Президент Зеленський прибув до Буенос-Айреса, щоб взяти участь у церемонії інавгурації нового президента Аргентини Мілея. Він також зустрівся з главами держав Південної Америки: Хав'єром Мілеєм, Даніелем Нобоа (Еквадор), Луїсом Альберто Лакалле Поу (Уругвай) і Сантьяго Пеньєю (Парагвай), з якими обговорив можливості врегулювання українсько-російського конфлікту.

## 11-20 грудня

### 11 грудня

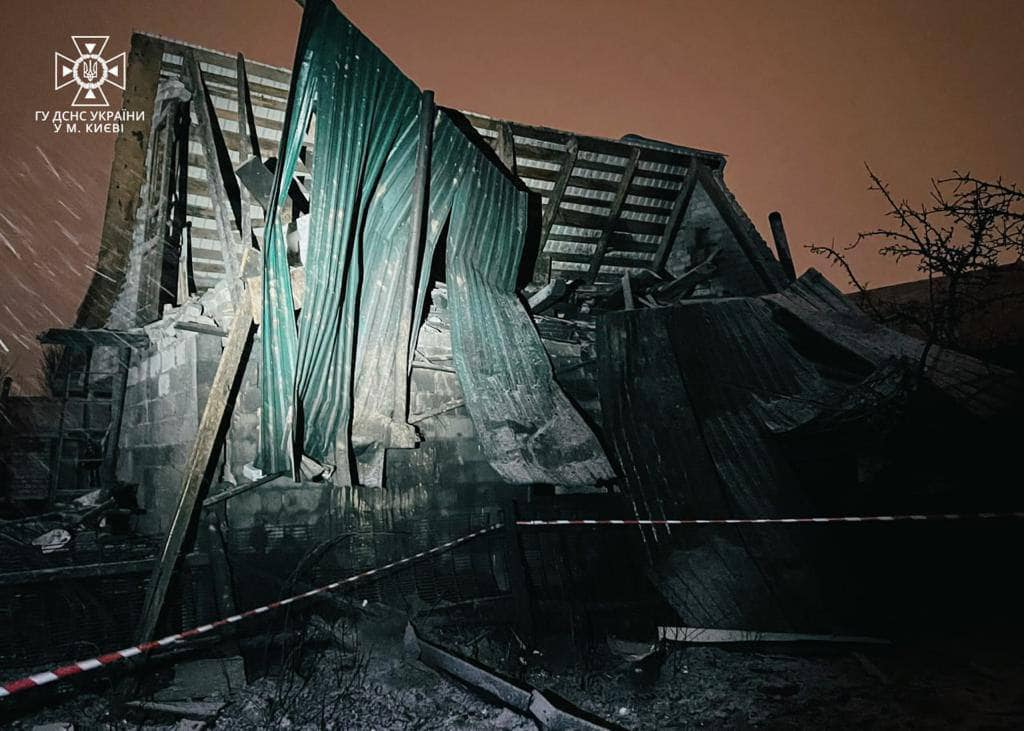
Руйнування будівлі в наслідок падіння обломків ракети. Дарницький район, Київ. 11 грудня 2023

В 4:15 ранку Київ був атакований 8 балістичними ракетами з Брянської області, всі були знищенні засобами ППО, але зафіксовані руйнування приватних будівель в Дарницькому районі міста від уламків. Чотири людини зазнали пошкоджень. Одночасно з цією атакою було запущено 18 ударних БПЛА Shahed-136/131 з території миса Чауди та Бельбека, всі були знешкоджені в Миколаївській області.
Прокуратура Херсонської області повідомила, що внаслідок російських обстрілів Херсона та його околиць загинув чоловік і троє людей отримали поранення. За даними місцевої влади, за останню добу російські війська здійснили напади в 11 регіонах України, внаслідок чого було поранено щонайменше шість осіб. Оперативне командування «Схід» повідомило, що близько 15:00 за місцевим часом засоби протиповітряної оборони збили крилату ракету Х-59 над Кривим Рогом.
Командувач Сухопутних військ України Олександр Сирський заявив, що Росія спробувала зайняти Синьківку в Харківській області, сподіваючись «прокласти шлях» до сусіднього Куп'янська. За його словами, російські війська зазнали значних втрат під час нещодавніх атак на село і почали перекидати резервні підрозділи в цей сектор. Російська сторона також перекидає війська з Росії для посилення атак у напрямку Житлівки і Терни, двох сіл поблизу кордону Луганської та Донецької областей.
Росія атакувала на Куп'янському, Лиманському, Бахмутському, Авдіївському, Мар'їнському та Запорізькому напрямках, де відбулося 89 бойових зіткнень. На Куп'янському, Лиманському та Бахмутському напрямках українці відбили чотири атаки в районі Синьківки та Петропавлівки, вісім — у районі Спірного та Веселого, 14 — біля Богданівки, Ключіївки та Андріївки; на південь від Бахмута українські війська продовжили обстріли. На Авдіївському та Мар'їнському напрямках росіяни продовжували спроби оточити Авдіївку, але українські війська тримали оборону, відбивши 42 атаки поблизу Новобахмутівки, Авдіївки, Північного, Тоненького, Первомайського та Невельського. Також було відбито 14 атак у районі Мар'їнки, Красногорівки та Новомихайлівки. На Запорізькому напрямку російські війська здійснили три невдалі атаки на північ від Прутного та на захід від Новопокровки. Протягом дня РФ здійснила 10 ракетних ударів, 18 авіаударів та 60 обстрілів українських позицій та населених пунктів (повідомляється про жертви серед мирного населення та зруйновану інфраструктуру). Українська авіація завдала два авіаудари по місцях зосередження бойовиків, а артилерія знищила три місця зосередження, два склади боєприпасів, командний пункт та артилерійську установку.
За даними ISW, російські війська продовжували атаки на лінії Куп'янськ-Сватово-Кремінна, поблизу Бахмута та Авдіївки, на захід і південний захід від Донецька та в західній частині Запорізької області, просунувшись на деяких ділянках. Українські військові стверджують, що останнім часом росіяни активізували механізовані атаки поблизу Авдіївки.
За даними Міністерства оборони Великої Британії, російські війська, ймовірно, і надалі матимуть проблеми з веденням бойових дій вночі, про що свідчать численні повідомлення від солдатів з початку війни. Це було пов'язано з відсутністю належного обладнання та підготовки. Окуляри нічного бачення часто фігурували у списках спорядження, які російські підрозділи просили у своїх родин та прихильників, тоді як українські війська були оснащені окулярами нічного бачення від міжнародних партнерів.
Велика Британія та Норвегія оголосили про створення нової коаліції для посилення безпеки в Чорному морі в умовах війни з Росією. У зв'язку з цим британський уряд оголосив про передачу Україні двох мінних тральщиків типу Sandown зі складу Королівського військово-морського флоту. Міністр у справах Європи Німеччини Анна Лурманн підтвердила збільшення допомоги Україні у 2024 році з €4 млрд до €8 млрд. Міжнародний валютний фонд схвалив виділення Україні $900 млн у рамках кредитної програми на $15,6 млрд.

### 12 грудня

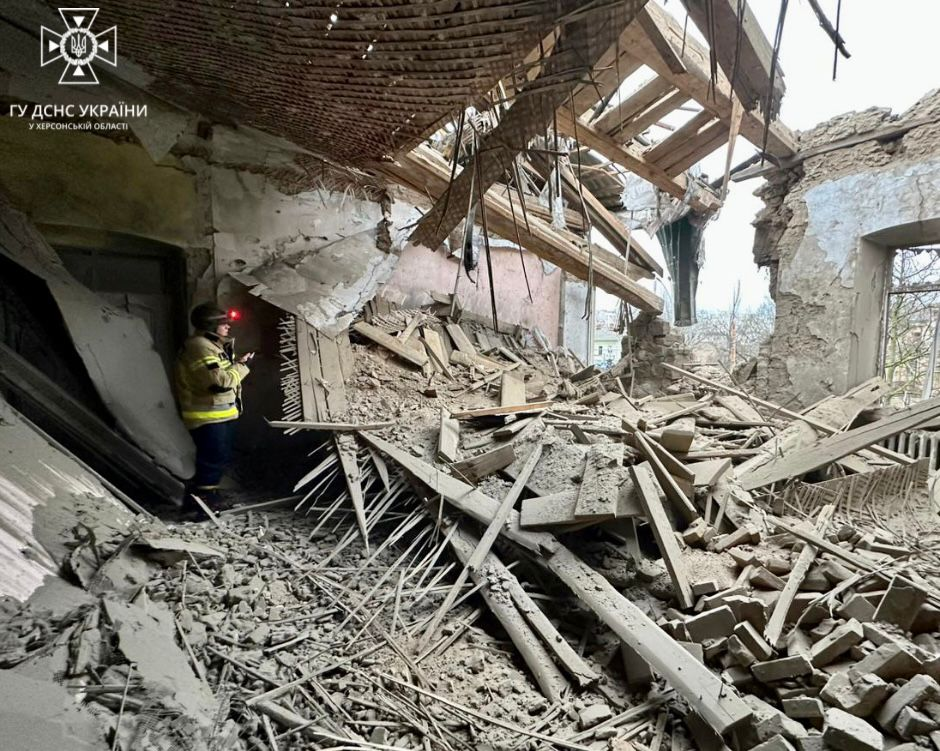
Херсонська гімназія № 20 після обстрілу 12 грудня

Російська армія наступала на Куп'янському, Лиманському, Бахмутському, Авдіївському, Мар'їнському та Запорізькому напрямках, де відбулося 95 бойових зіткнень. На Куп'янському, Лиманському та Бахмутському напрямках українці відбили вісім обстрілів у районі Синьківки, Петропавлівки та Іванівки, два — у районі Макіївки та п'ять — біля Богданівки, Іванівського, Ключівки та Андріївки. На Авдіївському та Маріїнському напрямках росіяни продовжували спроби оточити Авдіївку, але українські війська тримали оборону, відбивши 51 атаку поблизу Новобахмутівки, Степового, Авдіївки, Північного, Тоненького, Первомайського та Невельського. Також було відбито 13 атак у районі Новомихайлівки. На Запорізькому напрямку російські війська здійснили вісім невдалих обстрілів північніше Прутного, західніше Вербового та південніше Роботиного. Протягом дня РФ здійснила два ракетних удари, 13 авіаударів та 63 обстріли українських позицій та населених пунктів (повідомляється про жертви серед мирного населення та зруйновану інфраструктуру). Українська артилерія знищила місце зосередження бойовиків.
Президент Зеленський опублікував відео, в якому стверджував, що 24-та механізована бригада підірвала терикон під Горлівкою і захопила там російські позиції.
Вночі Україна була атакована 15 БПЛА Shahed-136/131 та 2 крилатими ракетами Х-59. Знищено 2 керовані авіаційні ракети Х-59 у Запоріжжі та Дніпропетровщині, також вдалось знищити 9 бпла.
Президент США Джо Байден зустрівся із Зеленським і оголосив про новий пакет допомоги Україні на $200 млн.
За даними ISW, росіяни просунулися на південь від Кринок і відтіснили деякі українські підрозділи, які будували плацдарм на лівому березі Дніпра. Російські солдати здійснили ефективні атаки на невстановлені українські позиції поблизу села, де знаходився один з плацдармів, який українцям вдалося захопити і який вони утримували протягом декількох днів. У той же час надходили повідомлення про подальші успішні прориви українських спецпідрозділів на лівий берег Дніпра. Інститут також повідомляв, що російська армія за останній час втратила стільки солдатів, скільки змогла набрати. Тим часом російські війська продовжували атаки на лінії Куп'янськ-Сватово-Кремінна, поблизу Бахмута та Авдіївки, на захід і південний захід від Донецька, на кордоні Донецької та Запорізької областей і в західній частині Запорізької області, просунувшись на деяких ділянках. Міністерство оборони Великої Британії повідомило, що Росія почала запускати безпілотники з нового місця в Криму з метою ускладнити оборону України. 12 грудня російська армія запустила близько 15 безпілотників «Шахід» з Балаклавського району на півдні Криму, який є частиною Севастополя; це було п'яте підтверджене місце запуску безпілотників поряд з мисом Чауда, Джанкоєм, Приморсько-Ахтарськом і Курськом.
Масована кібератака спричинила перебої в роботі одного з найбільших мобільних операторів України «Київстар» та одного з найбільших банків країни «Monobak». Влада повідомила, що внаслідок атаки мільйони людей не змогли користуватися мобільним зв'язком і отримувати сповіщення. Відповідальність за атаку взяла на себе хакерська група «Солнцепек». Українська сторона заявила про причетність до інциденту російської військової розвідки.
У свою чергу, українська військова розвідка повідомила, що кіберпідрозділи Міністерства оборони зламали центральний сервер Федеральної податкової служби Росії, а також 2300 регіональних серверів, витягнувши конфіденційну інформацію і знищивши всю податкову базу даних за допомогою шкідливого програмного забезпечення.

### 13 грудня
Протягом доби було ліквідовано 850 окупантів.
О 3:15 армія РФ вдарила по Києву десятьма балістичними ракетами 48Н6 комплексу С-400 (за іншою версією, це були ракети комлексу «Іскандер»). Всі ракети, за повідомленням Повітряних сил України, були збиті, але уламки спричинили руйнування будівель та спалення великої кількості автомобілей. Постраждали 53 людини, 20 доставлені до лікарні. Уламки ракет спричинили руйнування та пожежі в різних частинах міста Києва. Було пошкоджено та спалено дев'ятиповерховий будинок, сусідній дитячий садок, два приватних будинки, лікарню, водогін та вісім автомобілів. Після вибухів було оголошено повітряну тривогу. За словами керівника Офісу Президента Андрія Єрмака, метою атаки був певний об'єкт критичної інфраструктури.
Президент Володимир Зеленський заявив, що Україна «відповість» на ракетні та безпілотні атаки Росії на Київ та інші об'єкти. Він додав, що Російська Федерація вкотре показала себе ганебною країною, запускаючи ракети вночі та взимку по житлових кварталах, дитячих садках та енергетичних об'єктах.
Після зустрічі з Президентом України Прем'єр-міністр Норвегії Йонас Гар Стьоре оголосив про намір країни виділити Україні допомогу у розмірі 1,8 мільярда доларів до кінця поточного року. Пізніше Зеленський також зустрівся з прем'єр-міністром Данії Метте Фредеріксен, яка оголосила про черговий пакет військової допомоги Україні на суму близько 1,1 млрд доларів, включаючи танки, бронетранспортери, артилерійські снаряди, безпілотники та стрілецьку зброю.

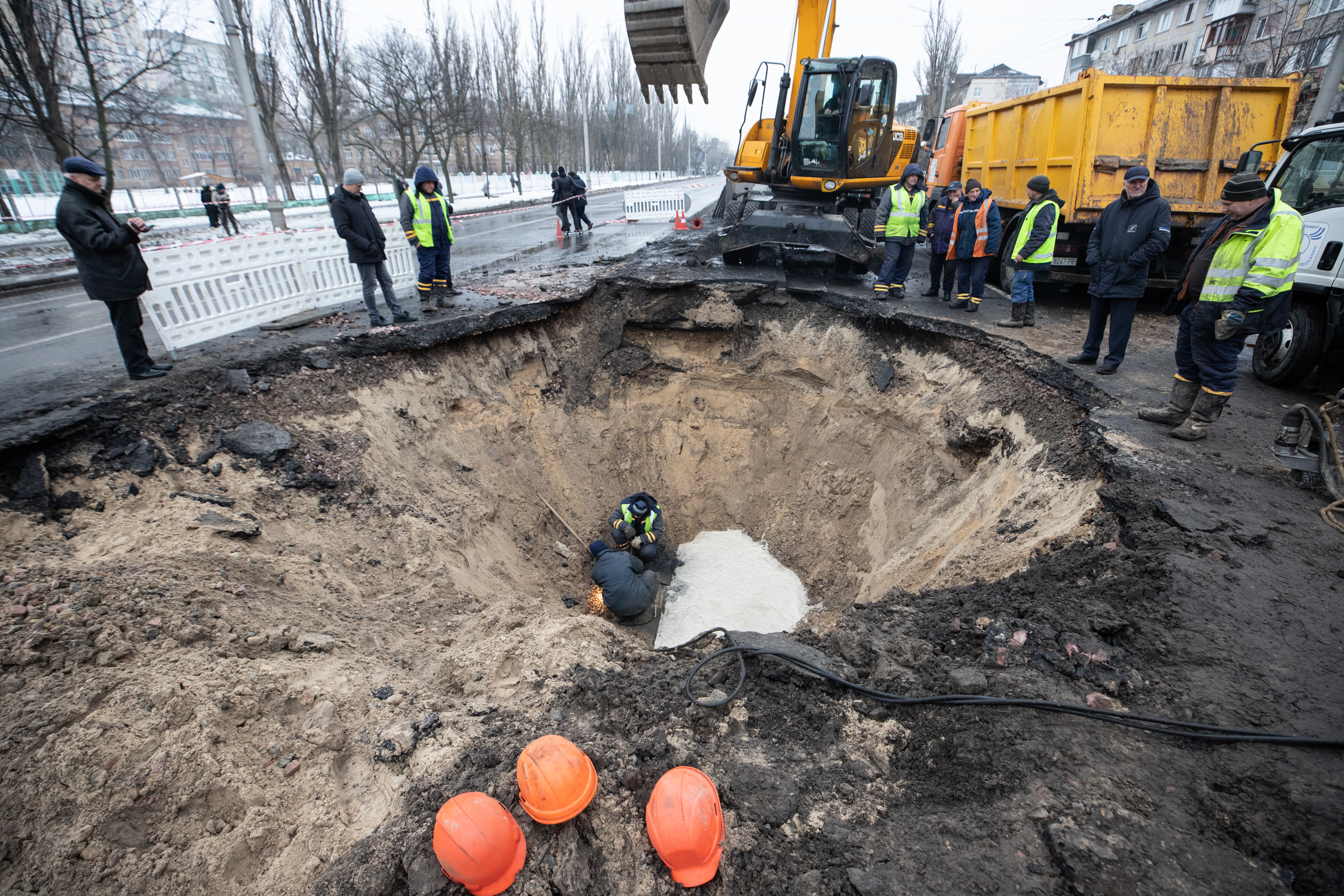
Місце падіння уламків ракети в Дніпровському районі Києва, 13.12.2023

За даними порталу DeepState, російська армія просунулася на Донбасі в районі Авдіївки, Бахмута та Мар'їнки, а також не припиняла атаки на Куп'янському напрямку. Туди росіяни перекинули додаткові підкріплення, зокрема, з Ростова, але так і не прорвали основні лінії української оборони. Росія атакувала на Куп'янському, Лиманському, Бахмутському, Авдіївському, Мар'їнському та Запорізькому напрямках, де відбулося 120 бойових зіткнень. На Куп'янському, Лиманському та Бахмутському напрямках українці відбили 23 атаки в районі Синьківки та Петропавлівки, дві атаки в районі Серебряного лісу та шість атак в районі Іванівського, Ключівки та Андріївки. На Авдіївському та Маріїнському напрямках росіяни продовжували спроби оточити Авдіївку, але українські війська тримали оборону, відбивши 29 атак поблизу Новобахмутівки, Степового та Авдіївки, та 28 атак на південь від Північного, Первомайського та Невельського. Дев'ятнадцять атак було також відбито в районі Новомихайлівки та Красногорівки. На Запорізькому напрямку російські війська здійснили шість невдалих атак поблизу Роботиного та на захід від Вербового. Протягом доби РФ здійснила 17 ракетних ударів, 36 авіаударів та 74 обстріли українських позицій та населених пунктів (повідомляється про жертви серед цивільного населення та зруйновану інфраструктуру). Українські військово-повітряні сили завдали п'ять авіаударів по районах зосередження, а артилерія обстріляла командний пункт, п'ять районів зосередження та склад боєприпасів.

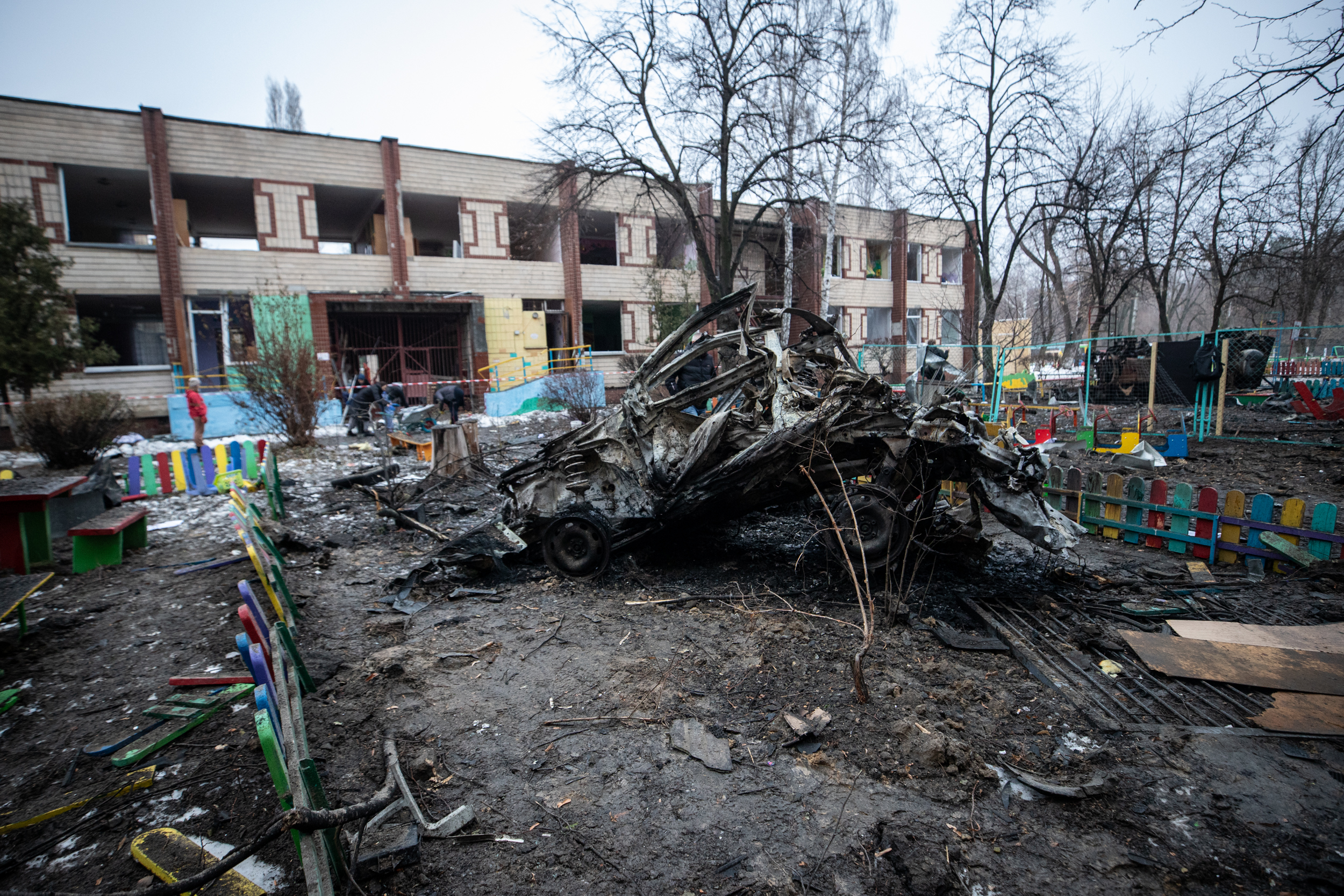
Пошкоджений дитячий садок, після російської атаки Києва в ніч на 13 грудня 2023 року.

Міністерство оборони Великої Британії повідомило, що новосформована 104-а гвардійська десантно-штурмова дивізія, ймовірно, зазнала надзвичайно важких втрат і не змогла досягти своїх цілей під час бойового хрещення в Херсонській області на початку грудня. Дивізія приєдналася до російської Придніпровської групи військ і спробувала ліквідувати український плацдарм біля Кринок на лівому березі Дніпра, але була погано підтримана авіацією та артилерією, а багато солдатів були недосвідченими.
Олег Синєгубов повідомив, що в результаті російських атак на Куп'янськ загинув приблизно 70-річний чоловік, ще один отримав важкі поранення. Голова ОВА Олександр Прокудін повідомив, що російські війська здійснили 113 обстрілів Херсонської області, поранивши шістьох людей. У свою чергу, Голова ОВА Сергій Лисак повідомив, що в результаті обстрілу Нікополя російською артилерією і безпілотниками була поранена 70-річна жінка, а також пошкоджені база відпочинку, адміністративна будівля, дитячий садок, дві будівлі підприємств і п'ять багатоповерхівок.

### 14 грудня
На Таврійському напрямку протягом доби було ліквідовано 600 росіян.
Росіяни вночі атакували Україну 42 БПЛА Shahed-136/131 та 6 ракетами комплексу С-300. Засобами ППО вдалось збити 41 бпла, але зафіксовані значні ураження від уламків в Одеській області. Повітряна атака тривала 7 годин. Внаслідок падіння уламків збитих дронів-камікадзе пошкоджено гуртожиток. Постраждало 11 осіб, з них 3 дитини. Дітей та двох дорослих госпіталізували. Пошкоджень зазнали 11 будівель. Вигоріло вщент дві автівки. Російський БПЛА впав у Румунії за 6,5 км від кордону з Україною поблизу Грінду. Румунія викликала голову дипломатичної місії РФ до МЗС.
Окупанти застосовували три ракети повітряного базування Х-47М2 «Кинджал» з літаків МіГ-31К із повітряного простору Тульської області у напрямку Києва та Старокостянтинова, одну з ракет було збито на Київщині.
Вночі росіяни атакували Херсонську область шістьма ракетами РСЗВ С-300, загинула літня жінка. У селі Миролюбівка за 32 км на північний захід від Херсона, було зруйновано будинок і сусідні будівлі.
ЗСУ продовжували утримувати позиції на лівому березі Херсонської області. Російські війська атакували в напрямку Куп'янська, Лиману, Бахмуту, Авдіївки, Мар'їнки та Запоріжжя, де відбулося 110 бойових зіткнень. На Куп'янському, Лиманському та Бахмутському напрямках українці відбили 15 обстрілів у районі Синьківки, атаку біля Терни та 11 обстрілів біля Іванівського, Ключівки та Андріївки. На Авдіївському та Маріїнському напрямках росіяни продовжували спроби оточити Авдіївку, але українські війська тримали оборону, відбивши 23 атаки біля Новобахмутівки, Степового та Авдіївки, та 22 атаки на південь від Північного, Первомайського та Невельського. Також було відбито 17 атак у районі Новомихайлівки. На Запорізькому напрямку російські війська здійснили 9 невдалих обстрілів на північ від Прутного, західніше та північно-західніше Вербового. Протягом дня Росія здійснила 4 ракетних обстріли, 50 авіаударів та 56 обстрілів українських позицій та населених пунктів (повідомляється про жертви серед мирного населення та зруйновану інфраструктуру). Українська авіація завдала два авіаудари по районах зосередження, а артилерія обстріляла два райони зосередження, блокпост і два склади боєприпасів.
Міністерство оборони Великобританії повідомило, що тривають запеклі бої за контроль над зруйнованою Мар'їнкою та її околицями. Вважається, що Росія ще більше скоротила територію під контролем українських сил. Однією з оперативних цілей Росії в цьому районі, ймовірно, було забезпечення контролю над дорогами 00510 і N15, що могло б дозволити подальший наступ на захід у напрямку Курахово. За даними міністерства, «незважаючи на впевнене просування сил агресора, великий, оперативно значущий прорив російської армії на цій ділянці фронту залишається вкрай малоймовірним». Згідно з українськими повідомленнями з фронту, російська піхота використовувала українських військовополонених, як живий щит під час атак на Авдіївку. Нещодавно сформована 104-а дивізія ПДВ рф зазнала надзвичайно великих втрат біля села Кринки на східному березі Дніпра.
Німеччина передала Україні другий зенітно-ракетний комплекс Patriot, а також додаткову військову допомогу, серед яких: дев'ять гусеничних всюдиходів Bandvagn 206; 7 390 боєприпасів до 155-мм артилерії; три безпілотні машини для розмінування; 14 систем виявлення дронів; вісім вантажівок Mercedes-Benz Zetros; чотири причепи до тягачів 8x8 HX81; вісім тягачів Zetros; понад 47 тисяч боєприпасів 40 мм до гранатометів.
Міністерство оборони Росії повідомило, що над Калузькою та Московською областями було збито дев'ять українських безпілотників. Про жертви або пошкодження інфраструктури не повідомлялося.

### 15 грудня
Протягом доби на Таврійському напрямку було ліквідовано 400 окупантів, загалом по Україні — 1090 осіб, загальна кількість втрат армії рф із початку вторгнення сягнула 343890 осіб.
Росіяни атакували на Куп'янському, Лиманському, Бахмутському, Авдіївському, Мар'їнському, Шахтарському та Запорізькому напрямках, де відбулося 96 бойових зіткнень. На Куп'янському, Лиманському та Бахмутському напрямках українці відбили дев'ять обстрілів у районі Синьківки, п'ять — у районі Тернового, Ямполівки та Макіївки, 18 — біля Богданівки, Іванівського, Ключівки та Андріївки. На Авдіївському та Мар'їнському напрямках росіяни продовжували спроби оточити Авдіївку, але українські війська тримали оборону, відбивши 20 атак поблизу Новобахмутівки та Авдіївки і 14 атак на південь від Степового, Північного, Первомайського та Невельського. Також було відбито 13 атак у районах Красногорівки, Мар'їнки та Новомихайлівки. На Шахтарському та Запорізькому напрямках російські війська здійснили 10 невдалих обстрілів поблизу Старомайорського, на захід від Новопокровки та на південь від Роботиного. Протягом дня Росія здійснила два ракетних удари, 23 авіаудари та 40 обстрілів українських позицій та населених пунктів (повідомляється про жертви серед мирного населення та зруйновану інфраструктуру). Українська авіація завдала сім авіаударів по районах зосередження бойовиків, а артилерія обстріляла чотири райони зосередження та два склади боєприпасів.
Вночі територія України була атакована 14 БПЛА «Shahed-136/131», всі були збили мобільні вогневі групи в межах Миколаївської, Херсонської, Хмельницької та Полтавської областей.
Уряд Японії, запровадив нові обмежувальні заходи щодо Росії за її війну проти України. До свого санкційного списку було додано ще 57 компаній з Росії та шість компаній з Об'єднаних Арабських Еміратів, Вірменії, Сирії та Узбекистану.
Командувач Збройних сил України генерал-лейтенант Сергій Наєв заявив, що за останні два тижні російські диверсанти сім разів намагалися проникнути на територію України, але українські війська запобігли щонайменше п'яти спробам. За його словами, диверсійні групи були змушені відступити, зазнавши втрат. Рух Опору, яким керують Сили спеціальних операцій української армії, повідомив про успішну операцію партизанів, які о 8:00 ранку підірвали російський потяг, що перевозив боєприпаси і паливо з Криму до Мелітополя, а також руду, зерно і пошкоджену техніку в зворотному напрямку. Внаслідок вибуху були пошкоджені колії, локомотив і вагони.
Голова ОВА Олександр Прокудін повідомив, що Дніпровський район Херсона був обстріляний російськими військами, в результаті чого щонайменше двоє людей отримали поранення. Голова ОВА Сергій Лисак повідомив, що 83-річна жінка та її 16-річна онука були поранені внаслідок російських артилерійських обстрілів Нікополя. Росія атакувала центр міста чотири рази протягом дня, зруйнувавши магазин, 14 будинків, 10 господарських будівель, три гаражі, сім теплиць, лінії електропередач і газопровід.
Міністерство оборони Росії заявило, що було збито 10 безпілотників, у тому числі чотири над Курською областю і шість над Кримом, де повідомлялося про численні вибухи. Губернатор Роман Старовойт заявив, що в Курській області були чутні вибухи і пошкоджені лінії електропередач.
Ввечері в Донецьку зафіксували прильот в Будьонівському районі міста по нафтобазі.
Німецька газета Bild повідомила, що «Росія працює над реалізацією нового середньострокового плану війни проти України, який передбачає завоювання великих територій сусідньої країни», «сподіваючись ще більше підірвати підтримку України з боку Заходу». Російський план передбачає, що до кінця 2024 року весь Донбас буде під контролем Росії, а росіяни дійдуть аж до річки Оскол у Харківській області. У 2025 і 2026 роках планується захопити значну частину Запорізької, Дніпропетровської та Харківської областей, «можливо, включно з містом Харковом». «Протягом 36 місяців мають бути завойовані всі східні території зліва від Дніпра». За даними ISW, представлений газетою Bild російський план подальшої окупації українських земель збігся в часі з локальними наступальними операціями під проводом Росії. Тим часом, російські війська продовжували наступати під Куп'янськом, поблизу Бахмута та Авдіївки, на захід і південний захід від Донецька, на кордоні Донецької та Запорізької областей і в західній частині Запорізької області, підтвердивши просування на деяких ділянках.
Європейський Союз, за винятком Угорщини, провів голосування щодо «угоди», яка вирішила розпочати переговори про вступ з Україною. Однак Угорщина заблокувала чотирирічний пакет фінансування для України на суму 50 млрд євро, оскільки прем'єр-міністр Віктор Орбан заявив, що Україна не є частиною ЄС.

### 16 грудня
Вночі над Україною знищено 30 з 31 БПЛА «Shahed». Столицю атаковано ударними БПЛА, всі знищено, без жертв і поранених. На Дніпропетровщині уламки впали на будівлю приватного підприємства у Синельниківському р-ні. В Херсонській області прильоти в облцентрі, є постраждалі. Також влучання біля інфраструктурного об'єкта.
Сили територіальної оборони ЗСУ представили документ про всі типи БПЛА, які росіяни застосовували у цій війні проти України. Речник Збройних сил України Володимир Фіто заявив, що Росія активізувала зусилля із захоплення Куп'янська, в результаті чого в цей район були перекинуті резервні війська, щоб компенсувати значні втрати. За словами Фіто, Росія використовувала значну кількість техніки та особового складу для наступу на місто, стверджуючи, що «техніка була краще захищена», ніж російські солдати, яких масово використовували для атак і бойової розвідки.
Росіяни атакували на Куп'янському, Лиманському, Бахмутському, Авдіївському, Мар'їнському та Запорізькому напрямках, де відбулося 89 бойових зіткнень. На Куп'янському, Лиманському та Бахмутському напрямках українці відбили 14 обстрілів у районі Синьківки та Стельмахівки, по шість — у районі Серебряного лісу та Терни, 12 — у районі Богданівки, Іванівського, Ключівки та Андріївки. На Авдіївському та Мар'їнському напрямках росіяни продовжували спроби оточити Авдіївку, але українські війська тримали оборону, відбивши 17 атак біля Новобахмутівки, Степового та Авдіївки і 13 атак біля Невельського та Первомайського. Також було відбито 12 обстрілів у районі Мар'їнки, Побєди та Новомихайлівки. На Запорізькому напрямку російські війська здійснили 12 невдалих обстрілів на захід від Новопокровки та Роботиного. Протягом доби РФ здійснила 4 ракетних удари, 72 авіаудари та 92 обстріли українських позицій та населених пунктів (повідомляється про жертви серед мирного населення та зруйновану інфраструктуру). Українські військово-повітряні сили завдали 21 авіаудар по районах зосередження, а артилерія знищила сім районів зосередження, блокпост, дві зенітні установки, 13 артилерійських одиниць, два склади боєприпасів і склад паливно-мастильних матеріалів.
Вночі російські війська атакували Херсон і область, щонайменше чотири людини було поранено. Росіяни здійснили 83 обстріли регіону, випустивши 483 снаряди (36 снарядів потрапили в Херсон) з мінометів, артилерії, «Градів», ПТРК, танків, авіації та безпілотників, в тому числі три «Shahed». У тимчасово окупованому Маріуполі партизани підірвали авто з російським офіцером.
Росія здійснила артилерійський та безпілотний обстріл Нікополя, постраждали щонайменше троє цивільних осіб.
За даними ISW, Росія продовжила операції в інформаційному просторі, спрямовані на створення конфлікту серед українського керівництва. Москва намагалася створити напруженість у відносинах між президентом Зеленським і головнокомандувачем генералом Валерієм Залужним. Українські війська продовжували діяти на східному березі Дніпра, незважаючи на складну обстановку в цьому районі, в рамках зусиль, спрямованих на створення умов для майбутніх українських операцій. Російські війська продовжували наступати на лінії Куп'янськ-Сватово-Кремінна, поблизу Бахмута і Авдіївки, на захід і південний захід від Донецька, на кордоні Донецької і Запорізької областей і в західній частині Запорізької області, просунувшись на деяких напрямках.

### 17 грудня
Протягом доби окупанти втратили 1250 осіб. Вночі російські окупанти протягом 5 годин атакували південні регіони України дронами. Повітряні цілі знищено у межах Одеської, Херсонської, Запорізької та Хмельницької областей. Силам ППО вдалось збити 20 БПЛА типу «Shahed» та одну керовану авіаційну ракету Х-59, крилата ракета «Іскандер-К» не досягла своєї цілі. Унаслідок атаки дронів на Одещину зруйновано три будинки, а також загинув 54-річний чоловік.
О 10:20 в результаті російської атаки на Херсон було вбито 81-річного чоловіка. Шестеро поліцейських були поранені під час обстрілу російськими силами села Дар'ївка за 23 км від Херсона. О 12:50 росіяни атакували Краснопілля, загинула 69-річна жінка, було пошкоджено кілька будинків і транспорт.
СБУ відкрила кримінальне провадження після виявлення пристрою для прослуховування в місці, яке дехто міг пов'язувати із можливим місцем дислокації головнокомандувача ЗСУ Залужного (ст. 359 ч.2 ККУ: незаконні придбання, збут або використання спеціальних технічних засобів отримання інформації). Засоби прослуховання також було виявлено в кабінеті особистого помічника Залужного — Костянтина Бушуєва.
Російська армія наступала на Куп'янському, Лиманському, Бахмутському, Авдіївському, Мар'їнському та Запорізькому напрямках, де відбулося 64 бойових зіткнення. На Куп'янському, Лиманському та Бахмутському напрямках українці відбили дев'ять атак у районі Синьківки та Петропавлівки, вісім — у районі Макіївки та Тернового, п'ять — біля Богданівки, Ключівки та Андріївки. На Авдіївському та Мар'їнському напрямках росіяни продовжили спроби оточити Авдіївку, але українські війська тримали оборону, відбивши 16 атак біля Новобахмутівки, Степового та Авдіївки, та 11 атак біля Тоненького, Невельського та Первомайського. Також було відбито чотири атаки в районі Новомихайлівки. На Запорізькому напрямку російські війська здійснили чотири невдалі атаки на захід від Вербового та Роботиного. Протягом дня Росія здійснила два ракетних удари, 29 авіаударів та 47 обстрілів українських позицій та населених пунктів (повідомляється про жертви серед мирного населення та зруйновану інфраструктуру). Українська авіація завдала одного авіаудару по району зосередження і двох по зенітно-ракетних комплексах, а артилерія знищила чотири райони зосередження і склади артилерії та боєприпасів.
Українська розвідка повідомила, що Легіон «Свобода Росії» здійснили рейд на російське село Теребрено в Бєлгородській області. Раніше губернатор Бєлгородської області В'ячеслав Гладков повідомив, що в селі тривали бої, включно з атаками дронами. За даними українських ЗМІ, аеродром «Морозовськ» було атаковано українським безпілотником. Росіяни збили власний штурмовик Су-25.

### 18 грудня
Росіяни атакували на Куп'янському, Лиманському, Бахмутському, Авдіївському, Мар'їнському та Запорізькому напрямках, де відбулося 105 бойових зіткнень. На Куп'янському, Лиманському та Бахмутському напрямках українці відбили п'ять атак у районі Синьківки та Петропавлівки, 10 — біля Макіївки, Тернового та Спірного, п'ять — біля Богданівки, Ключівки та Андріївки. На Авдіївському та Мар'їнському напрямках росіяни продовжували атакувати Авдіївку, але українські війська тримали оборону, відбивши 11 обстрілів біля Авдіївки та 13 обстрілів біля Північного, Тоненького, Первомайського та Невельського. Також було відбито 13 атак у районі Новомихайлівки. На Запорізькому напрямку російські війська здійснили 17 невдалих обстрілів на захід від Новопокровки та Роботиного. Протягом доби росіяни здійснили один ракетний наліт, шість авіаударів та 62 обстріли українських позицій та населених пунктів (повідомляється про жертви серед мирного населення та зруйновану інфраструктуру). Українська артилерія знищила два райони зосередження та артилерійський підрозділ.
Вночі російські окупанти атакували п'ятьма ударними БПЛА типу «Shahed» з району Приморсько-Ахтарськ, силам ППО вдалось збити всі цілі. Від російського обстрілу підприємства в Херсоні загинув 40-річний чоловік. ЗСУ збили ракету Х-59 у Криворізькому районі.
За даними ISW, поєднання дефіциту артилерійських боєприпасів та затримок у наданні західної військової допомоги, ймовірно, змусить українські війська накопичувати техніку і може затримати майбутні українські контрнаступальні операції. Тим часом російські війська продовжували наступати вздовж лінії Куп'янськ-Сватово-Кремінна, поблизу Бахмута та Авдіївки, на захід і південний захід від Донецька та в західній частині Запорізької області, здійснивши підтверджене просування на південний захід від Донецька.
Фінансовий директор Міністерства оборони США Майкл МакКорд написав до Комітету з питань оборони Конгресу, що якщо Конгрес не надасть додаткового фінансування, то до 30 грудня у Міністерства оборони закінчаться кошти на поповнення запасів озброєння та обладнання для України. МакКорд заявив, що за відсутності дій Конгресу Пентагон зможе надати лише один додатковий пакет допомоги Україні. Міністри оборони Швеції (Пол Юнсон) і Данії (Трольс Лунд Пульсен) підписали меморандум про передачу Україні чергових бойових машин піхоти CV 90. Згідно з декларацією, Данія виділить $264 млн на 50 БМП CV90 і підтримає виробництво нових машин, а також постачання запчастин, боєприпасів і технічне обслуговування. Українська армія отримала першу партію безпілотників дальнього радіусу дії вітчизняного виробництва AQ-400 "Scythe", здатних нести понад 30 кг вибухівки на відстань 750 км. Виробник повідомив, що на той час він міг виробляти до 100 безпілотників на місяць, але має намір збільшити виробництво до 500 на місяць.
Європейський Союз ввів нові санкції проти Росії через вторгнення до України.

### 19 грудня
Росіяни атакували в напрямку Куп'янська, Лиману, Бахмуту, Авдіївки, Мар'їнки та Запоріжжя, де відбулося 87 бойових зіткнень. На Куп'янському, Лиманському та Бахмутському напрямках українці відбили три атаки в районі Синьківки, шість — біля Серебряного лісу, 12 — біля Богданівки, Ключівки та Андріївки. На Авдіївському та Маріїнському напрямках росіяни продовжували спроби оточити Авдіївку, але українці тримали оборону, відбивши 26 атак біля Новобахмутівки, Степового та Авдіївки, а також дев'ять атак біля Північного, Первомайського та Невельського. Також було відбито 13 обстрілів у районах Красногорівки, Мар'їнки та Новомихайлівки. На Запорізькому напрямку російські війська здійснили 12 невдалих обстрілів на захід від Новопокровки та Роботиного. Протягом дня РФ здійснила один ракетний наліт, 26 авіаударів та 87 обстрілів українських позицій та населених пунктів (повідомляється про жертви серед мирного населення та зруйновану інфраструктуру). Українська авіація завдала шість авіаударів по районах зосередження, а артилерія обстріляла три райони зосередження, блокпост, три артилерійські підрозділи та чотири склади боєприпасів. Крім того, через недостатню кількість боєприпасів власного виробництва росіяни були змушені використовувати неякісні артилерійські та мінометні заряди, що постачалися з Північної Кореї. Через незадовільний стан боєприпасів фіксувалися поодинокі випадки їхнього вибуху безпосередньо у стволах гармат і мінометів, що призводило до втрат техніки та особового складу.
За даними ISW, російські війська здійснили підтверджені просування на північний схід від Куп'янська, на північ від Бахмута, на південний захід від Авдіївки, на південний захід від Донецька та на схід від Новопрокопівки, а також продовжили позиційні бої вздовж усієї лінії фронту. Крім того, російська влада продовжила спроби використати призов до армії в окупованій Україні для інтенсифікації зусиль з формування збройних сил та легітимізації незаконної анексії Криму.
Протягом доби на Таврійському напрямку було ліквідовано 560 окупантів та 11 одиниць техніки. Загальні втрати росіян протягом доби склали 1100 осіб і 15 танків. РФ 10 разів обстріляли Сумську область, поранено місцевого жителя.
Росіяни здійснили 82 обстріли, випустивши 356 снарядів, по Херсону було випущено 36 снарядів, влучили по об'єкту критичної інфраструктури, освітнім закладам та іншим цивільним об'єктам. 16 людей поранено, з них — чотири дитини
Військово-повітряні сили України повідомили, що над Хмельницькою областю було знищено два російські безпілотники «Shahed 136/131», запущені з авіабази Приморсько-Ахтарськ. За попередньою інформацією, уламки безпілотників не спричинили жодних руйнувань та жертв. Чотири безпілотники були збиті над Калузькою та Брянською областями, а п'ятий був перехоплений під Москвою, що призвело до закриття тамтешніх аеропортів (Домодєдово, Внуково та Жуковський).
Верховний комісар ООН з прав людини Фолькер Тюрк заявив, що існують докази того, що російські війська стратили 142 українських цивільних осіб на окупованих територіях з початку вторгнення, вказавши, що фактична кількість може бути більшою, і зазначивши, що ООН в Україні продовжує відстежувати серйозні порушення міжнародного права прав людини, міжнародного гуманітарного права та інші військові злочини, особливо з боку російських військових.

### 20 грудня

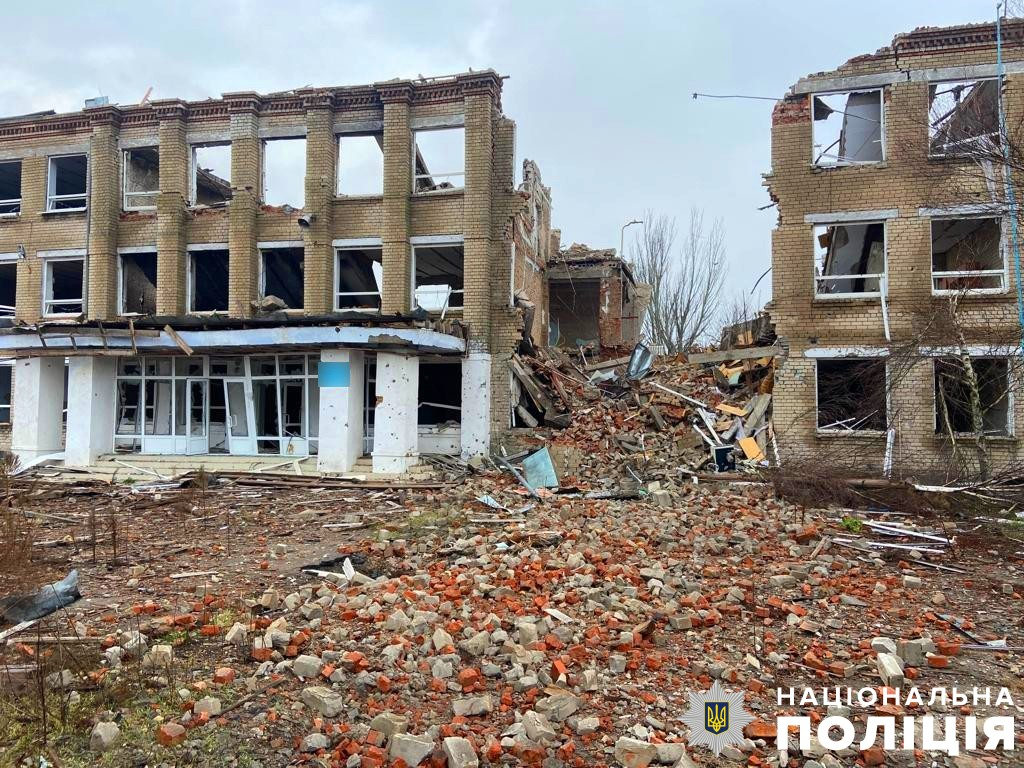
Ліцей у селі Ольгівка Херсонської області після бомбардування 20 грудня

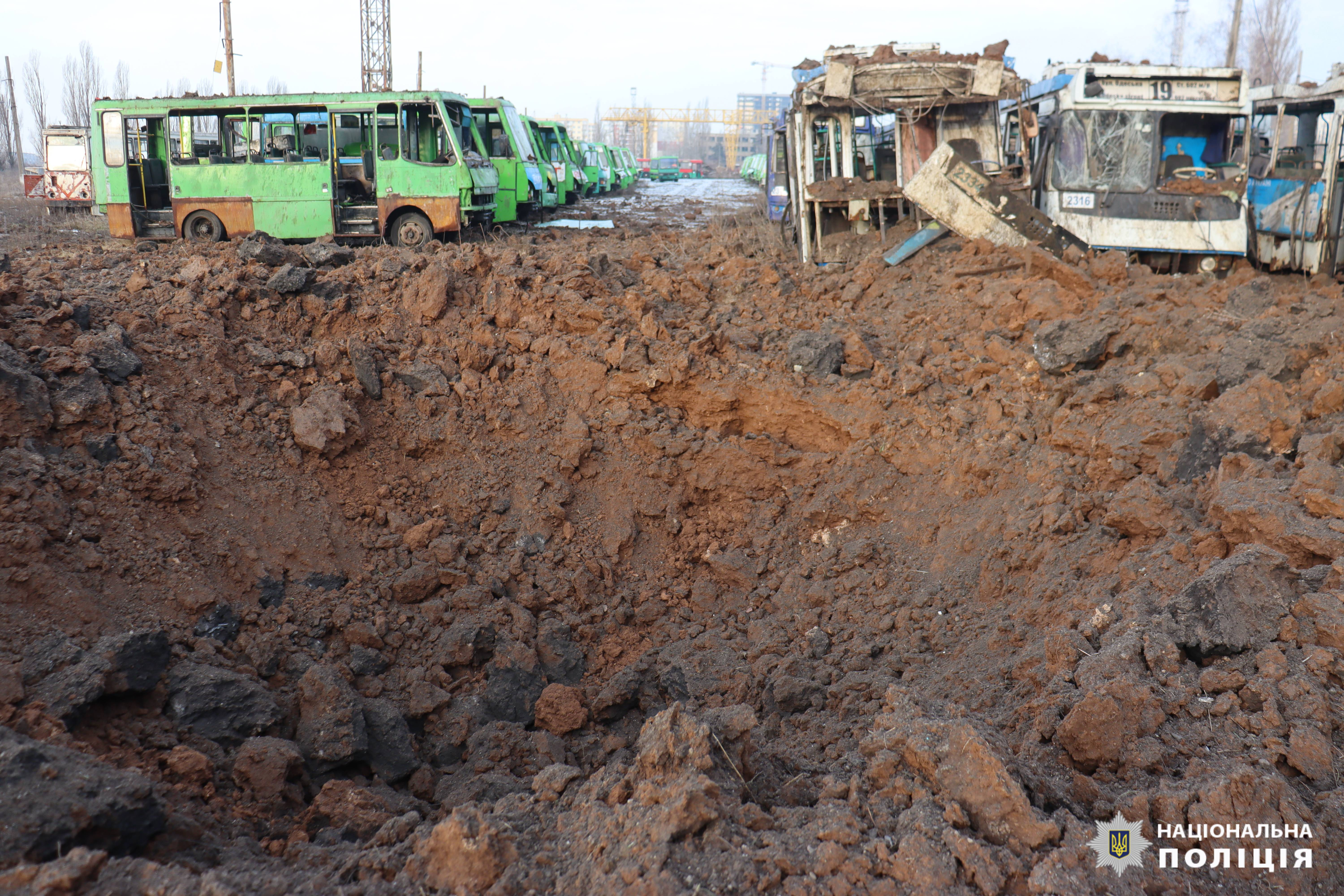
Салтівське трамвайне депо в Харкові після ракетного удару 20 грудня

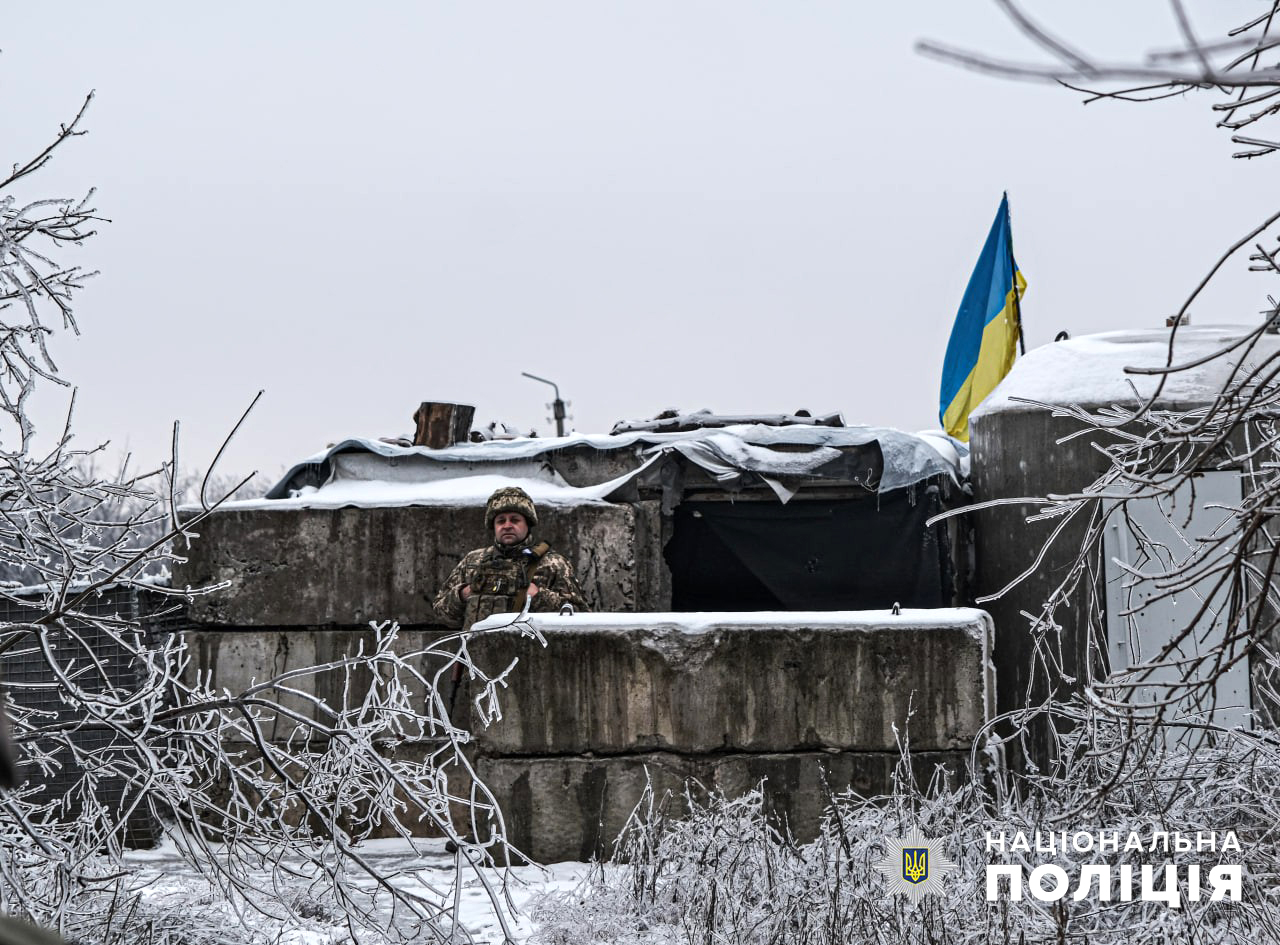
Військовослужбовець на блокпосту в Часовому Ярі

За заявою Генштабу, ЗСУ ліквідували 1080 окупантів, на Таврійському напрямку було ліквідовано 508 окупантів, майже 10 здалися в полон. Речник української армії Олександр Штупун повідомив, що за останні два місяці російські війська просунулися на 1,5-2 км під Авдіївкою, втративши близько 20 000 вбитими і пораненими, близько 200 танків і понад 400 бронемашин. Днем раніше мер Авдіївки Віталій Барабаш заявив, що Росія змінила свою тактику в цьому секторі, сконцентрувавши атаки на окремих напрямках, а не вздовж усієї лінії фронту. За даними ISW, російські війська здійснили підтверджене просування на північ від Бахмута і продовжили позиційні атаки по всій лінії фронту.
Російська армія наступала в напрямку Куп'янська, Лиману, Бахмуту, Авдіївки, Мар'їнки та Запоріжжя, де відбулося 99 бойових зіткнень. На Куп'янському, Лиманському та Бахмутському напрямках українці відбили 16 обстрілів у районі Синьківки, Петропавлівки та Іванівки, 13 — у районі Білогорівки, Тернового та Спірного, а також сім — поблизу Богданівки, Ключівки та Андріївки. На Авдіївському та Маріїнському напрямках росіяни продовжували спроби оточити Авдіївку, але українці тримали оборону, відбивши 14 атак в районі Новоклинового, Новобахмутівки та Авдіївки, а також 22 атаки поблизу Північного, Первомайського та Невельського. Також було відбито 10 обстрілів у районі Мар'їнки, Побєди та Новомихайлівки. На Запорізькому напрямку російські війська здійснили шість невдалих атак на захід від Вербового та на південь від Роботиного. Протягом доби Росія здійснила п'ять ракетних ударів, 68 авіаударів та 88 обстрілів українських позицій та населених пунктів (повідомляється про жертви серед мирного населення та зруйновану інфраструктуру). Українська авіація завдала 16 авіаударів по районах зосередження і один по зенітно-ракетному комплексу, а артилерія знищила п'ять районів зосередження, склад боєприпасів і шість артилерійських установок.
Вночі росіяни завдали атаки БПЛА «Shahed», 18 з 19 бпла було знищено на Кіровоградщині, Хмельниччині, Одещині та Херсонщині. Ворог завдав удару двома ракетами С-300 по Харкову, пошкоджене транспортне депо у Салтівському районі. Біля Дніпра було збито ракету X-59. Під час нічного обстрілу росіяни знищили склади Товариства Червоного Хреста України та ГО «Щедрик» із гуманітарною допомогою. ООН засудили цей удар.
Міністр стратегічної промисловості України Олександр Камишін анонсував плани на 2024 рік щодо збільшення виробництва безпілотних літальних апаратів. Зокрема, в Україні планують виготовити 1 мільйон FPV-дронів, понад 10 тисяч ударних дронів середньої дальності польоту та понад тисячу безпілотників, здатних здійснювати польоти на відстань від 1 000 км.
Уряд Об'єднаних Арабських Еміратів передає Україні 50 автомобілів швидкої допомоги, щоб підтримати медичну інфраструктуру країни. Передача перших 14 автомобілей відбувається за сприяння посольства України в ОАЕ.
Українська хакерська група «Blackjack» за підтримки СБУ здійснила кібератаку на російський водоканал «Росводоканал», отримавши доступ до 1,5 ТБ даних і видаливши ще 6 ТБ.

## 21-31 грудня

### 21 грудня
Врати РФ вз 22 лютого 2022 еревищили 350 тисяч. ЗСУ війська контратакували в районі Авдіївки та продовжили утримувати позиції на східному березі Дніпра в Херсонській області.

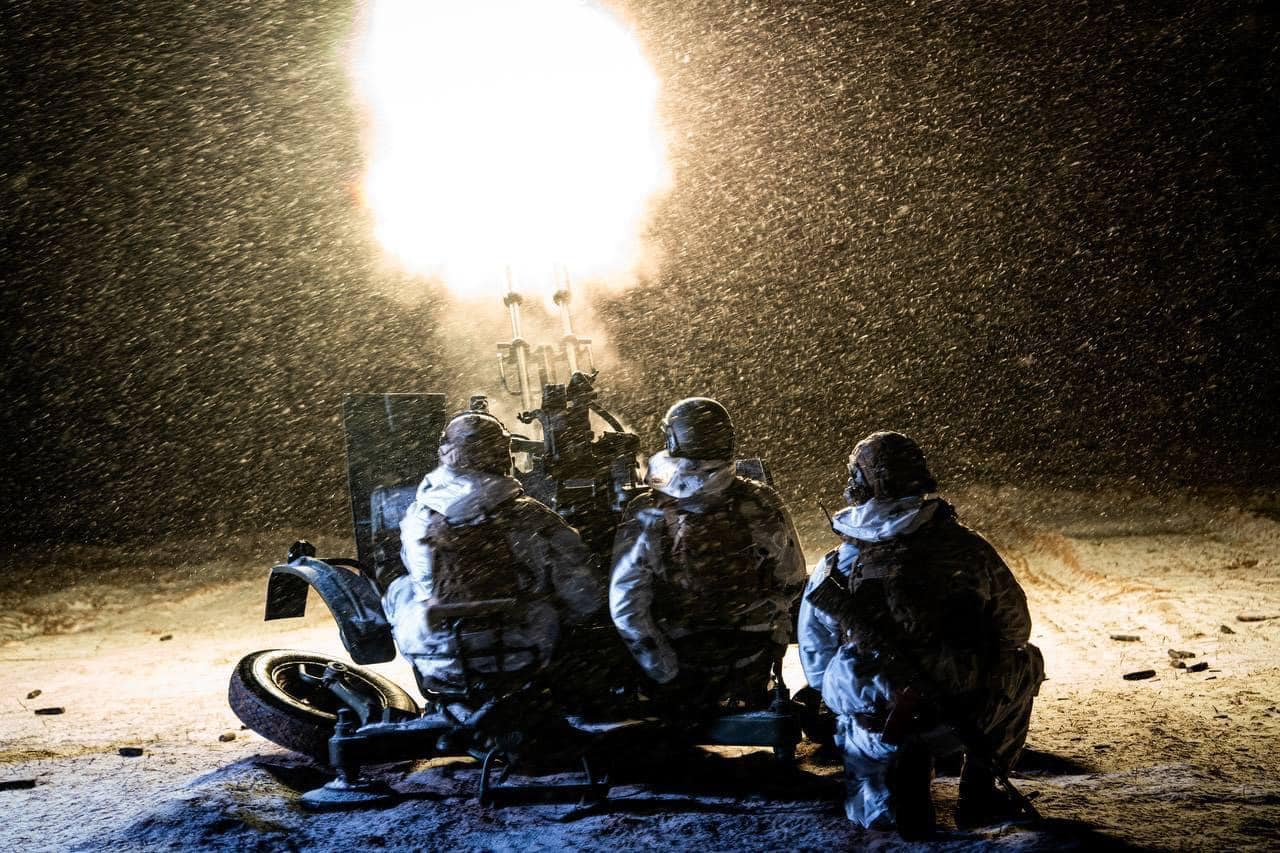
Мобільна група Національної гвардії України полює на російські дрони

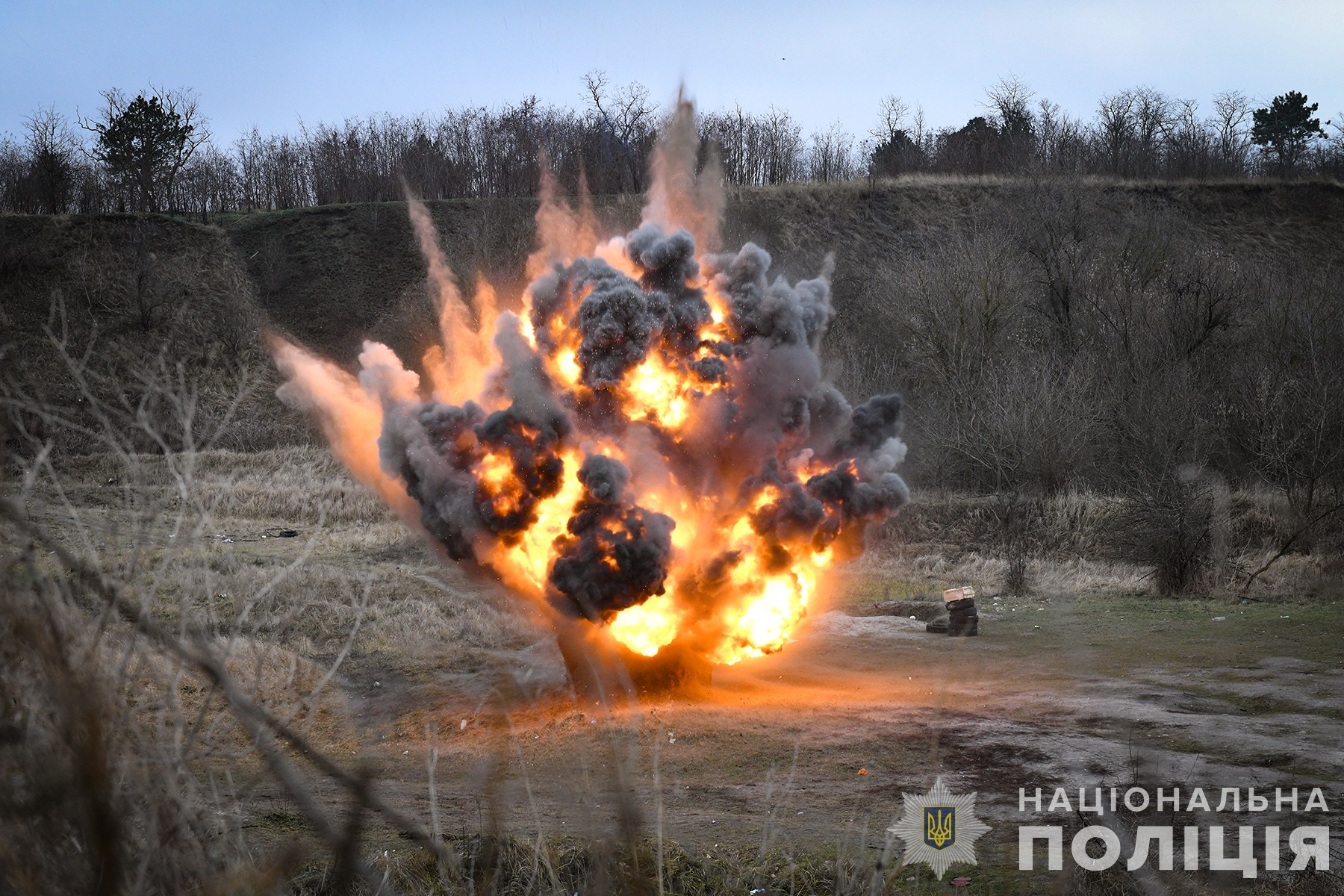
Вибухотехніки поліції знищують вибухонебезпечні предмети в Запорізькій області

Вночі російські окупанти атакували ударними БпЛА типу «Shahed» із трьох напрямків: мису Чауда, Приморсько-Ахтарськ, Курськ. Усього зафіксовано пуски 35 «Shahed-136/131», які атакували хвилями з 20:00 20 грудня по 03:30 21 грудня, вдалось знешкодити 34 бпла, є руйнування внаслідок падіння залишків. Внаслідок атаки Запоріжжя було пошкоджено об'єкт інфраструктури. Внаслідок російських авіаударів (під час яких було використано чотири авіабомби) по двох шахтах у Торецьку загинуло троє людей і п'ятеро отримали поранення. Внаслідок російського обстрілу Нікополя дві людини загинули і одна отримала поранення. Під час обстрілів використовувалася важка артилерія. Під час обстрілу було пошкоджено кілька будинків та інших цивільних будівель, в селі Тягинка загинула жінка. У Полтавській області уламки БПЛА ворога впали на житловий будинок.
Фінляндія відправила Україні пакет військової допомоги на 106 млн євро. Про це повідомило Міністерство оборони Фінляндії. Уряд Польщі передав 5000 терміналів Старлінків. Частину терміналів мали відправити на прифронтові територіяї, решту — на об'єкти критичної інфраструктури.
На думку ISW, без західної підтримки України Путін досягне своїх максималістських цілей. Завдання, яке ставить перед собою Кремль, — підпорядкувати або навіть знищити українську державу. І хоча Росії поки що не вдалося реалізувати свої максималістські прогнози, така загроза все ще існує, і патова ситуація позиційної війни може бути зламана на користь Росії. Тим часом, російські війська здійснили підтверджені просування в районі Кремінної, Бахмута та Авдіївки і продовжують позиційні бої по всій лінії фронту.
Росіяни атакували в напрямках Куп'янська, Лиману, Бахмуту, Авдіївки, Мар'їнки та Запоріжжя, де відбулося 95 бойових зіткнень. На Куп'янському, Лиманському та Бахмутському напрямках українці відбили 19 обстрілів у районі Синьківки та Стельмахівки, чотири — у районі Терни, сім — біля Богданівки, Ключівки та Андріївки. На Авдіївському та Мар'їнському напрямках росіяни продовжували спроби оточити Авдіївку, але українці тримали оборону, відбивши 22 атаки біля Новоклинового, Новобахмутівки та Авдіївки, а також 13 атак біля Первомайського. Також було відбито 15 обстрілів поблизу Мар'їнки та Новомихайлівки. На Запорізькому напрямку російські війська здійснили сім невдалих обстрілів на захід від Вербового та на південь від Роботиного. Протягом дня Росія здійснила один ракетний наліт, 61 авіаудар та 71 обстріл українських позицій та населених пунктів (повідомляється про жертви серед мирного населення та зруйновану інфраструктуру). Українська авіація завдала 16 авіаударів по районах зосередження і один по зенітно-ракетному комплексу, а артилерія знищила дев'ять районів зосередження, три склади боєприпасів і артилерію.
Легіон «Свобода Росії» провів бій під час рейду в Бєлгородську область, під час якого було ліквідовано кілька військових РФ.

### 22 грудня

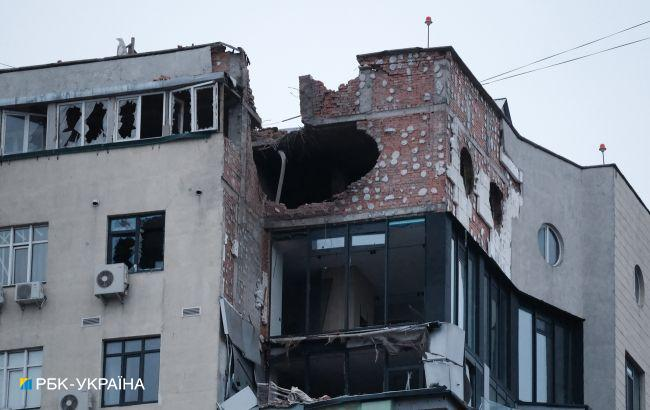
Поверх 26-поверхового будинку в Києві, зруйнований уламками бпла.

Ситуація навколо Авдіївки лишалася складною, тривали бої. Вночі росіяни атакували Київ 28 БпЛА типу «Shahed», 24 було збито. Руйнувань зазнали два житлових будинки. В Миколаївській області дрон влучив в інфраструктурний об'єкт, в Одеській області ворог безуспішно намагався поцілити в припортову інфраструктуру, уламки безпілотника впали на зерносховище — були пожежі, але люди не постраждали. Внаслідок російської атаки на Донеччину одну людину було вбито, одну поранено. На Запорізькому напрямку ЗСУ знищили ворожий БпЛА «Ланцет» зі стрілецької зброї.
Координаційний центр у взаємодії з Міжнародним комітетом Червоного Хреста повернули в Україну тіла (останки) ще 66 полеглих українських військових.
На Півдні України ЗСУ знищили три російських літаки Су-34 ракетами Patriot. Українські захисники тривалий час полювали за ними.
Представник ГУР Вадим Скібіцький повідомив, що росіяни щодня рекрутували 1000—1200 осіб, також на думку Скібіцького, загальної потреби оголошувати мобілізацію, до проведення Президенських виборів в Росії вони не планували.
Президент США Джо Байден підписав указ про додаткові обмеження проти компаній, які допомагають Росії купувати товари військового призначення в обхід санкцій.
Японія погодилася передати Сполученим Штатам ракети для комплексів «Patriot», які захищають українське небо. Німеччина передала пакет військової допомоги, що включає боєприпаси для танків Leopard, три зенітні комплекси Gepard і два танки для розмінування Wisent.
Росія атакувала у напрямках Куп'янська, Бахмута, Авдіївки, Мар'їнки, Шахтарська та Запоріжжя, де відбулося 75 бойових зіткнень. На Куп'янському та Бахмутському напрямках українці відбили 16 обстрілів у районі Синьківки та по сім — біля Богданівки, Іванівського, Ключівки та Андріївки. На Авдіївському та Мар'їнському напрямках росіяни продовжували спроби оточити Авдіївку, але українці тримали оборону, відбивши 22 атаки біля Новобахмутівки, Степового та Авдіївки і 17 атак біля Первомайського та Невеля. Також було відбито чотири атаки в районі Мар'їнки та Побєди. На Шахтарському та Запорізькому напрямках російські війська здійснили невдалі атаки на захід від Старомайорського, на захід від Вербового та Роботиного. Протягом доби РФ здійснила один ракетний наліт, 40 авіаударів та 57 обстрілів українських позицій та населених пунктів (повідомляється про жертви серед мирного населення та зруйновану інфраструктуру). Українська авіація завдала 12 авіаударів по районах зосередження, а артилерія знищила п'ять районів зосередження, два склади боєприпасів і два блокпости.
За даними ISW, російські війська здійснили підтверджені просування на північний схід і південний захід від Бахмута і південний захід від Авдіївки, а також продовжили позиційні бої по всій лінії фронту. Представник української розвідки повідомив, що росіяни активізували свої зусилля з нарощування сил для підтримання наступальної операції на фронті, незважаючи на значні втрати в живій силі.
The Wall Street Journal з посиланням на західні спецслужби і колишніх російських розвідників повідомила, що вбивство власника ПВК «Вагнер» Євгена Пригожина було організовано секретарем Ради безпеки Росії Миколою Патрушевим за відсутності заперечень з боку президента Володимира Путіна.
Генеральний секретар НАТО Єнс Столтенберг заявив, що «Росія більше не в змозі досягти своїх цілей у війні проти України, незважаючи на масовані військові зусилля. Головною метою російського наступу було не допустити інтеграції України до НАТО та Європейського Союзу, але після майже двох років війни Україна стала ближчою до цих організацій, ніж будь-коли».

### 23 грудня
ЗСУТривали операції з розширення плацдарму на лівому березі Дніпра, де було відбито 17 атак. Російська армія атакувала на Куп'янському, Бахмутському, Авдіївському, Мар'їнському та Запорізькому напрямках, де відбулося 81 бойове зіткнення. На Куп'янському та Бахмутському напрямках українці відбили 17 обстрілів у районі Синьківки та 11 — біля Богданівки, Іванівського, Ключівки та Андріївки. На Авдіївському та Маріїнському напрямках росіяни продовжували спроби оточити Авдіївку, але українці тримали оборону, відбивши 25 атак біля Новобахмутівки, Степового та Авдіївки і 15 атак біля Північного, Первомайського та Невельського. Також було відбито чотири атаки в районі Мар'їнки та Новомихайлівки, під час російських атак в Дніпропетровській області росіянами було поранено людину, ЗСУ знищили чотири БПЛА. Росіяни намагалися атакувати Кропивницький балістикою з Криму. На Запорізькому напрямку російські війська здійснили невдалі атаки в районі Роботиного та на північний захід від Вербового. Росіяни намагалися атакувати Кропивницький балістикою з Криму, поблизу Дніпра збили російську ракету;.
Росія здійснила 11 ракетних ударів, 34 авіаудари та 62 обстріли українських позицій та населених пунктів з жертвами серед цивільних, зокрема, завдали удару по Херсону. ЗСУ завдала 18 авіаударів по районах зосередження і п'ять по зенітно-ракетних комплексах, а артилерія знищила шість районів зосередження, радіолокаційну станцію, дві артилерійські установки, три склади боєприпасів і командний пункт. Поблизу Дніпра збили російську ракету X-59. Нацгвардійці знищили блокпости окупантів у Херсонській області.
Росія завдала удару по ТЕС півдня, п'ять енергетиків поранено.

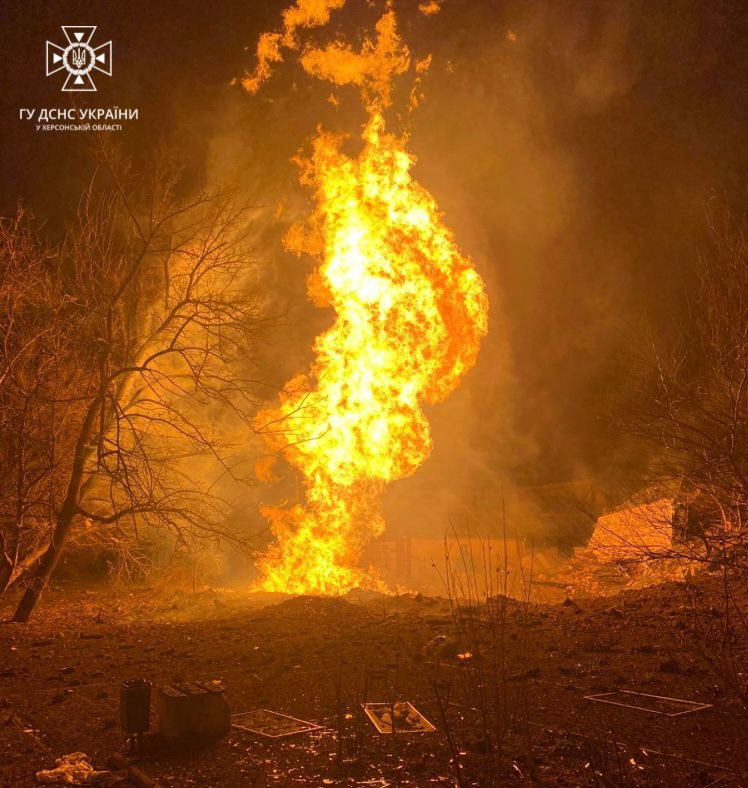
Пожежа в Херсоні внаслідок російського обстрілу. Пошкоджено газопровід, багатоповерхівку та приватний будинок, 7 мирних мешканців отримали поранення. 23.12.2023

Увечері окупанти завдали удару із застосуванням бпла по селу Станіслав, що на південний захід від Херсона. Внаслідок удару загинув 69-річний чоловік. Близько 18:00 російські окупанти завдали по Херсону масованого удару, є влучання в газомережу міста.
ISW, посилаючись на заяви 810-ї бригади морської піхоти Росії, оцінила, що російські війська почали застосовувати хімічну зброю проти українських сил у Кринках, що за 30 км від Херсона. Бригада в Telegram повідомила про «радикальну зміну тактики» і опублікувала кадри, на яких вона нібито скидає гранати К-51 (наповнені газом CS) з безпілотників на українські позиції.
The Washington Post повідомляв про ускладнення ситуації для українців, зокрема в артилерійських підрозділах, які випускають набагато менше снарядів на день, ніж кілька місяців тому. Про це розповів один із солдатів 128-ї гірсько-штурмової бригади: «Наші артилеристи мають обмежену кількість пострілів по кожній цілі», українські артилеристи мали в розпорядженні 10-20 снарядів на день, порівняно з 50 (90 на деяких ділянках фронту) кілька місяців тому.

### 24 грудня

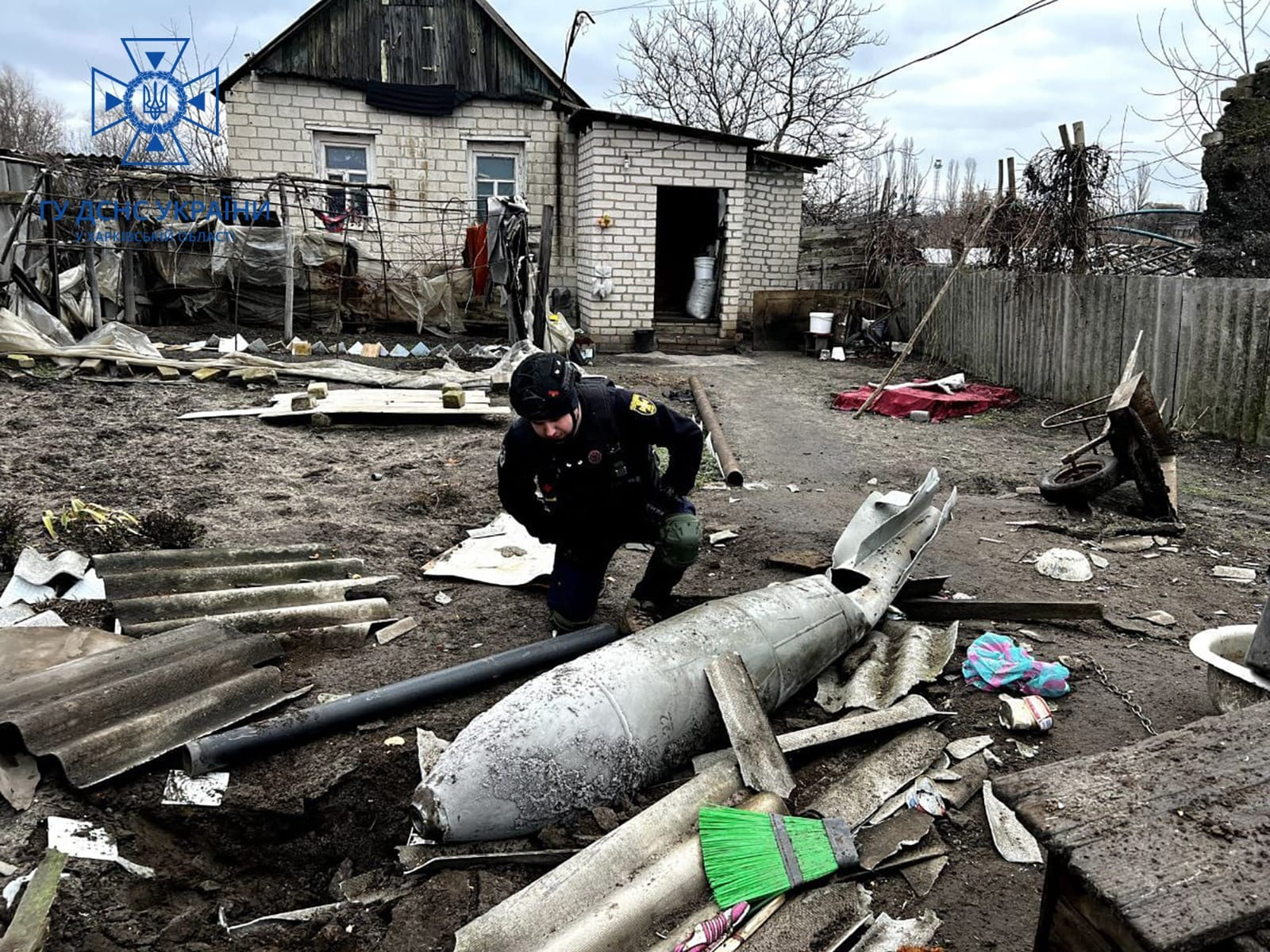
24 грудня 2023 року, Куп'янський район. Працівник ДСНС оглядає авіаційну бомбу, що не вибухнула.

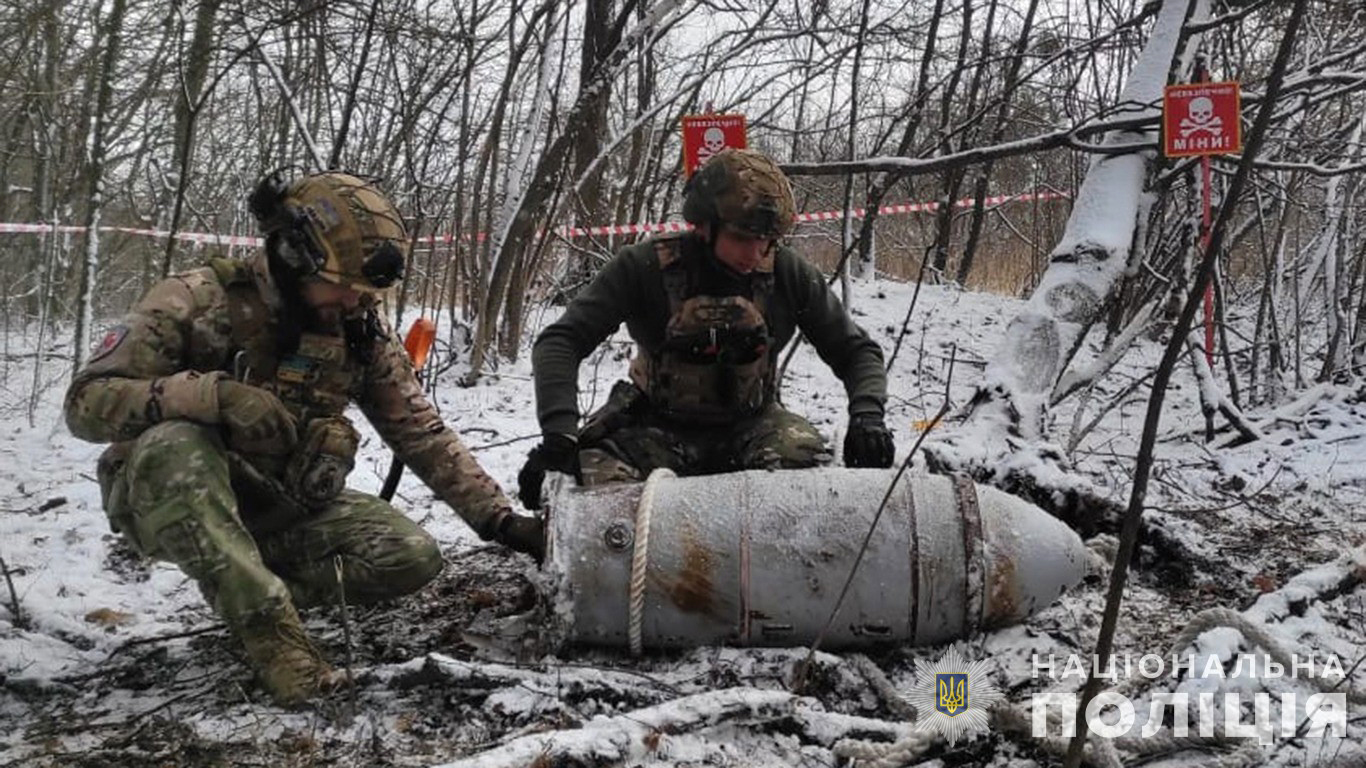
Знешкодження боєголовки ракети Х-59 у Сумській області

Представник ЄС із закордонних справ Жозеп Боррель заявив, що Путін не зацікавлений в обмеженій територіальній перемозі в Україні і спробує продовжувати війну «до остаточної перемоги». Тим часом, російські війська заявили про просування в районі Кремінної та Авдіївки і продовжили позиційні бої по всій лінії фронту.
Влада Сумської області заявила, що через близькість кордону з Росією та постійні обстріли необхідно евакуювати всіх мешканців 19 сіл на півночі області, в радіусі 5 км від українсько-російського кордону. Вналідок нічної атаки РФ на Херсон щонайменше 9 людей було поранено, кількох людей було вбито, атака ворога тривала 6,5 годин. Зенітники ЗСУ збили рідкісний дрон SuperCam.
Українські партизани АТЕШ проникли у військкомат Рибінська Ярославської області РФ, отримавши інформацію про мобілізацію в області та особисті дані призовників. АТЕШ провів розвідку в Криму.
Росіяни атакували на Куп'янському, Бахмутському, Авдіївському, Мар'їнському, Шахтарському та Запорізькому напрямках, де відбулося 66 бойових зіткнень. На Куп'янському та Бахмутському напрямках українці відбили 21 атаку в районі Синьківки та Стельмахівки, а також п'ять обстрілів поблизу Богданівки, Ключівки та Андріївки. На Авдіївському та Мар'їнському напрямках росіяни продовжували спроби оточити Авдіївку, але українці тримали оборону, відбивши 14 атак біля Новобахмутівки, Степового та Авдіївки і 17 атак біля Первомайського та Невеля. Було відбито п'ять атак у районі Мар'їнки та Новомихайлівки. На Шахтарському та Запорізькому напрямках РФ здійснила щонайменше чотири невдалі атаки на південний захід від Старомайорського, у районі Роботиного та на південь від Гуляйполя. РФ здійснила два ракетних удари, 61 авіаудар та 45 обстрілів українських позицій та населених пунктів, атака на південні регіони тривала 6,5 годин. ЗСУ завдали 12 авіаударів по місцях зосередження та один по ЗРК, артилерія знищила дві артилерійські установки та блокпост.
Повітряні сили повідомили, що вночі українська протиповітряна оборона збила 14 з 15 безпілотників «Shahed 136/131», запущених Росією з Приморсько-Ахтарська. Безпілотники були збиті в п'яти областях — Миколаївській, Кіровоградській, Запорізькій, Дніпропетровській та Хмельницькій. Внаслідок атаки Чорнобаївки було вбито жінку.
Українська ППО протягом доби знищила два російські винищувачі Су-34 та Су-30.
Щонайменше чотири людини загинули і дев'ять отримали поранення в результаті російських атак на півдні Херсонської області. Крім того, частково перекрито газо- та водопостачання. Регіон зазнав 88 обстрілів, мішенями яких стали медичні заклади, житлові квартали та навчальні заклади. Окупанти зі «Смерчу» атакували село Підсереднє в Харківській області, є поранені.
Проросійський мер Горлівки Іван Приходько заявив, що внаслідок українських обстрілів у місті загинула одна людина, ще шестеро отримали поранення, зруйновано торговий центр і кілька інших будівель. Російська армія застосувала керовані бомби для обстрілу двох сіл на лінії фронту в Донецькій області, було поранено щонайменше трьох цивільних. Російська армія здійснила атаку на села поблизу Куп'янська, поранивши щонайменше двох мирних жителів.

### 25 грудня
Протягом доби було ліквідовано 760 окупантів. Протягом ночі ЗСУ знищили 28 з 31 БпЛА типу «Shahed» і обидві ракети. Зенітними ракетними підрозділами Повітряних Сил було знищено два літаки: Су-34 — на Донеччині та Су-30СМ — над акваторією Чорного моря. Протиповітряна оборона збила 17 безпілотників, уламки яких пошкодили портову інфраструктуру Одеси, а також покинуту адміністративну будівлю та склади в районі Рожнятівки. Атака також влучила у склади в Бериславському районі, спричинивши пожежу.
Росіяни здійснили 71 атаку на Херсонську область, використовуючи міномети, артилерію, установки «Град», зенітні установки, танки, безпілотники та авіацію. Пошкоджено завод у Херсоні. Внаслідок російського обстрілу Чорнобаївки пошкоджено 26 житлових будинків, гімназію, освітні та медичні заклади, сільськогосподарський об'єкт, дорожню інфраструктуру та транспортні засоби. Керівник групи швидкого реагування Червоного Хреста України Микола Тараненко повідомив, що за п'ять днів російські війська атакували три центри гуманітарної допомоги в Херсоні.
Росіяни атакували на Куп'янському, Лиманському, Бахмутському, Авдіївському, Мар'їнському, Шахтарському та Запорізькому напрямках, де відбулося 98 бойових зіткнень. На Куп'янському та Бахмутському напрямках українці відбили шість атак у районі Синьківки, 29 — у районі Серебряного лісу та чотири — поблизу Богданівки. На Авдіївському та Мар'їнському напрямках росіяни продовжували спроби оточити Авдіївку, але українці тримали оборону, відбивши 27 атак біля Новобахмутівки, Степового та Авдіївки, та 13 атак біля Первомайського та Невеля. Також було відбито шість атак у районі Новомихайлівки. На Шахтарському та Запорізькому напрямках російські війська здійснили щонайменше 10 невдалих обстрілів у районах Старомайорська, Роботиного та на захід від Верхнього. Протягом дня Росія здійснила один ракетний наліт, 42 авіаудари та 56 обстрілів українських позицій та населених пунктів (повідомляється про жертви серед мирного населення та зруйновану інфраструктуру). Повітряні сили Збройних сил України завдали чотири авіаудари по районах зосередження, а артилерія завдала ударів по чотирьох районах зосередження, двох складах боєприпасів і трьох зенітно-ракетних комплексах.

### 26 грудня
Вночі РФ атакували з південно-східного напрямку БпЛА, зафіксовано пуски 19 БпЛА із районів Балаклава та Приморсько-Ахтарськ. ЗСУ знищили 13 БпЛА у межах Одеської, Херсонської, Миколаївської та Хмельницької областей. Новосформований 337-й повітряно-десантний полк ЗС РФ (104-та дивізія повітряно-десантних військ), продовжила зазнавати суттєвих втрат біля села Кринки на лівому березі Херсонської області.
Вночі в окупованій Феодосії ЗСУ атакували великий російський десантний корабль «Новочеркаськ», на його борту перебувало майже 80 членів екіпажу. У наслідок вторинної детонації ракет чи дронів-камікадзе корабель зруйнований. Російська влада підтвердила загибель однієї людини та двох поранених, екіпаж корабля складав 87 людей. За даними одного з російських джерел, судно перевозило 4400 артилерійських снарядів і 280 ракет, а також Шахеди. Сила вибуху становила 30 тонн у тротиловому еквіваленті, що зробило його одним із найпотужніших неядерних вибухів. Також було частково підтоплено старий навчально-тренувальний корабель «УТС-150».
ЗСУ збили дві керовані авіаційні ракети Х-59 у Дніпропетровській області. ЗС РФ атакували 15 об'єктів у Харківській області, одна цивільна особа загинула і одна була поранена. Росіяни атакували Херсонську область, вбивши щонайменше одну цивільну особу в селі Микільське та поранивши ще одну людину в Тягинці.
Губернатор Василь Голубєв заявив, що протиповітряна оборона збила безпілотник над Ростовською областю Росії. Про пошкодження або жертви не повідомляється.

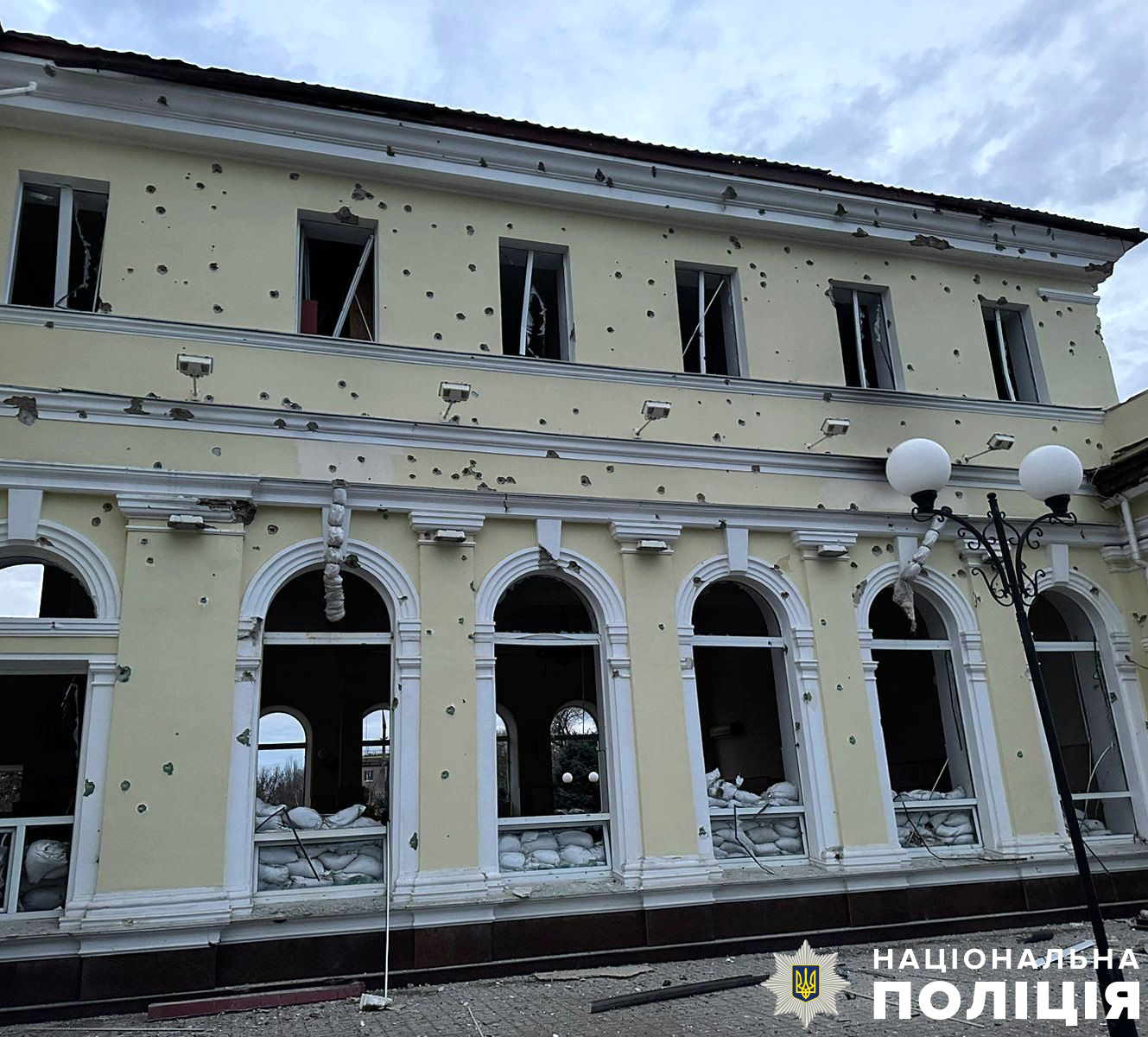
Херсонський вокзал після обстрілу

Після 18:00 російські війська атакували залізничний вокзал в Херсоні. Внаслідок обстрілів були пошкоджені будівля вокзалу та рухомий склад. Під час обстрілу близько 140 цивільних на залізничному вокзалі чекали відправлення евакуаційного потягу. Загинув лейтенант поліції з Кіровоградської області. Ще двоє поліцейських — в лікарні з осколковими пораненнями. Також поранення отримали двоє цивільних.
Уряд Південної Кореї вирішив посилити експортний контроль щодо Росії та Білорусі. Міністерство торгівлі, промисловості та енергетики Південної Кореї додало до переліку товарів ще 682 позиції, поставки яких заборонені до Росії та Білорусі. Зокрема, туди було включено важку будівельну техніку, акумуляторні батареї, верстати та авіаційні компоненти. Зазначається, що нова постанова збільшить загальну кількість пунктів у санкційному переліку до 1159.
За даними ISW, російські війська захопили Мар'їнку, але на думку аналітиків, це було обмежене тактичне просування, «яке не віщує ніяких оперативно значущих досягнень, якщо тільки російські війська різко не збільшать свою здатність проводити швидкі механізовані атаки; однак, немає ніяких ознак того, що це відбувається». На думку експертів, «маленьке і повністю зруйноване місто не забезпечує російським військам надійного оперативного плацдарму, з якого можна було б вести подальші наступальні дії». Вони додали, що захоплення Мар'їнки не було результатом швидкої атаки з використанням механізованих сил, а стало результатом невеликих просувань, які здійснювалися протягом декількох місяців і виснажували російські війська. Тим часом, російські війська здійснили підтверджені просування поблизу Куп'янська, Авдіївки, Мар'їнки та Роботиного і продовжували позиційні бої по всій лінії фронту. За повідомленнями, росіяни знизили темпи операцій на сході Херсонської області, можливо, через зменшення активності російської авіації після нещодавнього збиття українськими військовими кількох російських літаків. Крім того, локальні російські атаки продовжують чинити тиск на українські сили на багатьох ділянках східного фронту і можуть призвести до поступового російського тактичного просування.
Російська армія атакувала на Куп'янському, Лиманському, Бахмутському, Авдіївському, Мар'їнському та Запорізькому напрямках, де відбулося 80 бойових зіткнень. На Куп'янському та Бахмутському напрямках українці відбили шість атак у районі Синьківки та Петропавлівки, 11 — у районі Серебряного та Веселого лісів, вісім — біля Богданівки, Ключівки та Андріївки. На Авдіївському та Маріїнському напрямках росіяни продовжували спроби оточити Авдіївку, але українці тримали оборону, відбивши 13 атак біля Новобахмутівки, Степового та Авдіївки, а також 16 атак біля Первомайського та Невеля. Також було відбито сім атак у районі Новомихайлівки та Побєди. На Запорізькому напрямку російські війська здійснили щонайменше 10 невдалих обстрілів у районі Роботиного та на захід від Вербового. Протягом доби Росія здійснила вісім ракетних ударів, 60 авіаударів та 69 обстрілів українських позицій та населених пунктів (повідомляється про жертви серед мирного населення та зруйновану інфраструктуру). Українська авіація завдала 17 авіаударів по районах зосередження і п'ять по зенітно-ракетних комплексах, а артилерія атакувала три райони зосередження, блокпост, два склади боєприпасів і дві артилерійські одиниці.

### 27 грудня

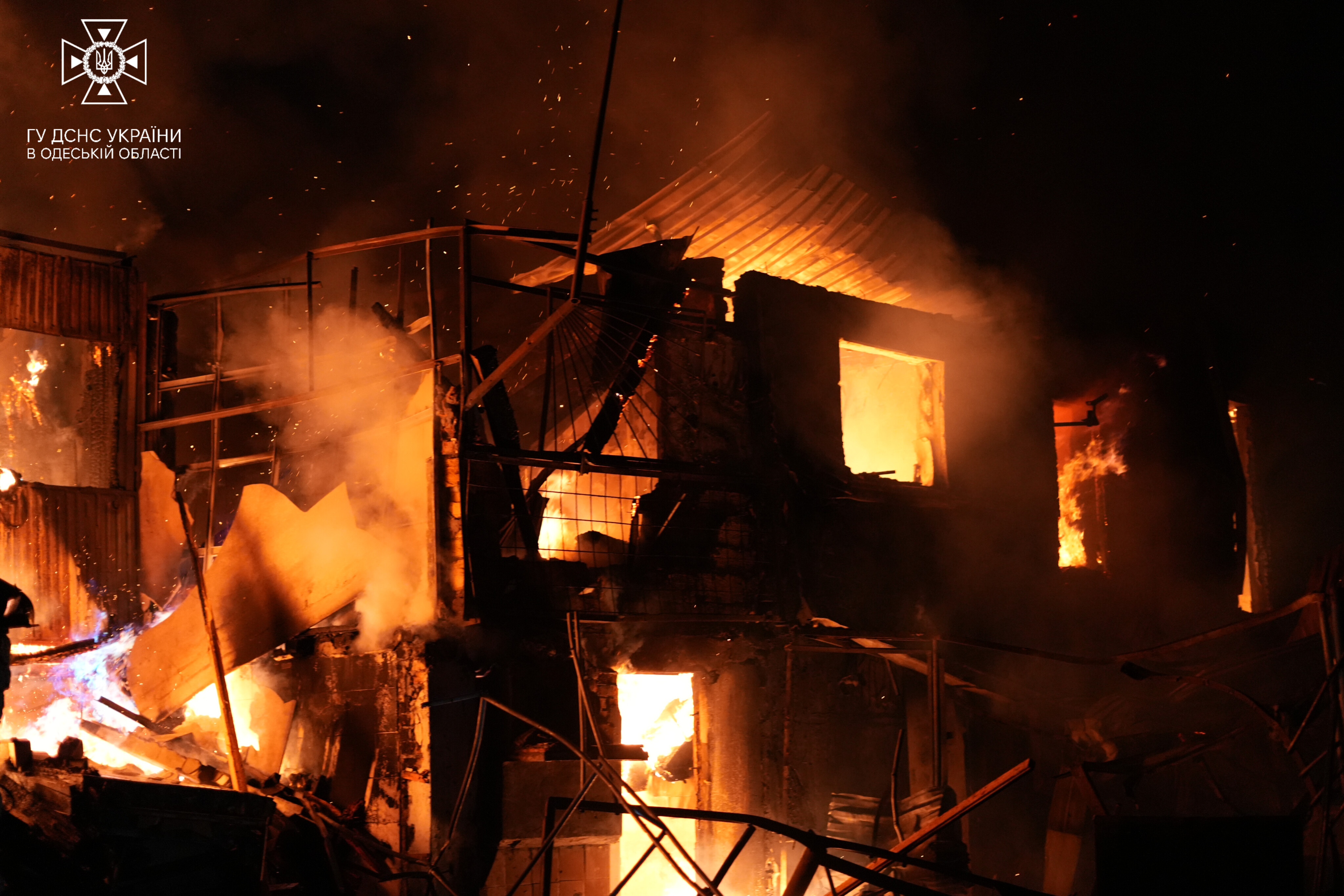
Наслідок влучання БПЛА в Одеській області. 27 грудня 2023 року

ЗСУ ліквідуквали майже 800 окупантів, знищили 14 танків та 10 артсистем. Росіяни атакували дронами 46 БпЛА типу «Shahed», 32 з яких збили сили ППО. Дві хвилі атак з інтервалом в 15 хвилин склали 7 годин напруженої бойової роботи. Силами протиповітряної оборони знищено 17 дронів-камікадзе: 12 — на Одещині, 3 —  на Миколаївщині, 2 — на Вінниччині". В результаті нічної атаки безпілотників на Одесу загинули дві людини, троє отримали поранення, в тому числі 17-річний хлопець. Засоби протиповітряної оборони збили 12 безпілотників в Одеській області, але уламки безпілотників впали і влучили в будинок на околиці Одеси, спричинивши пожежу.
Внаслідок російського обстрілу Новоберислава на Херсонщині загинула людина. Російські окупанти розстріляли українських військовополонених під Роботиним у Запорізькій області. Згодом стало відомо, що до зщлочину могли бути причетні окупанти з 76-ої гвардійської десантно-штурмової дивізії РФ («Псковська десантна дивізія»).
За даними ISW, росіяни зайняли українські позиції на захід від Вербового, на ділянці фронту, де український контрнаступ тривав кілька місяців. Згідно з матеріалами геолокації від 14 і 27 грудня, росіяни просунулися вперед поблизу Вербового, приблизно за 9 км від Роботиного. На думку Інституту, цілком ймовірно, що поблизу цього села були краще укріплені бойові позиції, на які українські солдати відступили протягом зимових місяців. Тим часом російські війська здійснили підтверджені просування поблизу Бахмута, Авдіївки, Донецька та Вербового і продовжували позиційні бої по всій лінії фронту. З початку вторгнення було зафіксовано 465 випадків застосування Росією боєприпасів, що містять токсичні хімічні речовини, на території України. Російські військові також збільшують використання хімічної зброї в Україні; лише в грудні було зафіксовано 81 випадок.
Тривали операції з розширення плацдарму на лівому березі Дніпра, де було відбито 13 атак. НЗФ атакували на Куп'янському, Лиманському, Бахмутському, Авдіївському, Мар'їнському та Запорізькому напрямках, де відбулося 56 бойових зіткнень. На Куп'янському та Бахмутському напрямках українці відбили дев'ять атак в районі Синьківки та Іванівки, три атаки в районі Серебряного лісу та дві атаки в районі Богданівки. На Авдіївському та Мар'їнському напрямках росіяни продовжували спроби оточити Авдіївку, але українці тримали оборону, відбивши 15 атак біля Новобахмутівки та Авдіївки, та 17 атак біля Північного, Первомайського та Невеля. Також було відбито сім атак у районі Мар'їнки та Новобахмутівки. На Запорізькому напрямку російські війська здійснили щонайменше три невдалі атаки на захід від Вербового та Роботиного. Протягом дня Росія здійснила один ракетний наліт, 77 авіаударів та 51 обстріл українських позицій та населених пунктів (повідомляється про жертви серед мирного населення та зруйновану інфраструктуру). Військово-повітряні сили України завдали 10 авіаударів по районах зосередження і два по зенітно-ракетних комплексах, а артилерія завдала ударів по п'яти районах зосередження, двох блокпостах, шести складах боєприпасів і двох артилерійських підрозділах.
Голова Національного олімпійського комітету України Вадим Гутцайт заявив, що з початку російського вторгнення в Україну загинуло понад 400 українських спортсменів і було зруйновано або пошкоджено близько 500 спортивних об'єктів. На противагу цьому, Державна служба України з надзвичайних ситуацій повідомила, що за той самий період від російських мін та інших вибухових пристроїв загинуло 277 осіб, у тому числі 14 дітей.
США оголосили про черговий пакет військової допомоги Україні на $250 млн, який включає боєприпаси для ПТРК NASAMS і M142 HIMARS, компоненти систем протиповітряної оборони, пускові установки FIM-92 Stinger, артилерійські снаряди калібру 155 мм і 105 мм, а також протитанкову зброю Javelin і AT4.

### 28 грудня

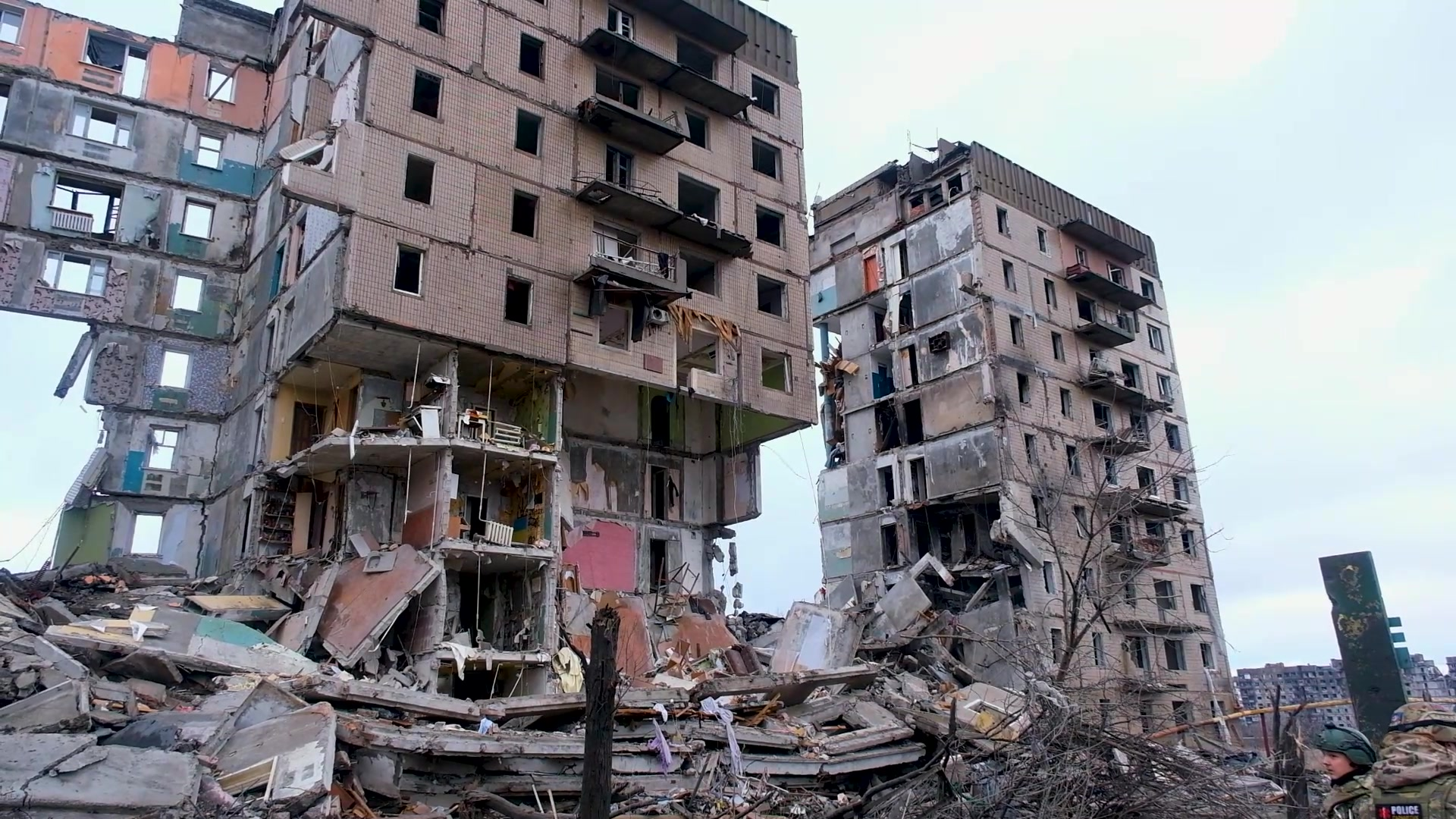
Залишки будинку в Північному біля Торецька після російського обстрілу. Грудень 2023 року

За даними ISW, російські війська просунулися на північний захід від Авдіївки, поблизу Мар'їнки та на південь від Гуляйполя. ЗСУ атакували під Бахмутом. МО РФ оголосило, що Росія мала понад 640 тис. військовослужбовців-контрактників, що стало першою заявою Росії з цього приводу з моменту повномасштабного вторгнення до України. Росія відправила на передову батальйон, сформований з українських військовополонених, що підтверджує порушення Росією Женевської конвенції про військовополонених.
Росіяни атакували на Куп'янському, Бахмутському, Авдіївському, Мар'їнському та Запорізькому напрямках, де відбулося 53 бойових зіткнення. На Куп'янському та Бахмутському напрямках українці відбили 12 обстрілів у районі Синьківки та по три атаки поблизу Богданівки та Андріївки. На Авдіївському та Мар'їнському напрямках росіяни продовжували спроби оточити Авдіївку, ЗСУ відбили 14 атак біля Новобахмутівки та Авдіївки і 12 — біля Первомайського та Невеля. Також було відбито шість атак у районі Мар'їнки та Новомихайлівки. На Запорізькому напрямку російські війська здійснили чотири невдалі обстріли південніше Новодарівки, західніше Вербового та Роботиного.
РФ здійснила чотири ракетних удари, 86 авіаударів та 55 обстрілів українських позицій та населених пунктів з жертвами серед мирного населення. Українська авіація завдала 17 авіаударів по районах зосередження та два по зенітних ракетних комплексах, а артилерія обстріляла два райони зосередження, 11 артилерійських установок, два блокпости, дві станції радіоелектронної боротьби, два зенітних ракетних комплекси та шість складів боєприпасів. Через атаку в Сумській області було поранено цивільну особу.
Вночі росіяни атакували вісьмома бпла типу Shahed із району Приморсько-Ахтарськ. Сім безпілотників було збито в Дніпропетровській, Кіровоградській та Запорізькій областях.
Зранку росіяни обстріляли Вовчанськ на Харківщині, загинула літня жінка, ще одна місцева жителька отримала поранення. В результаті артилерійського обстрілу села Біленьке Запорізької області загинули двоє мирних жителів і п'ятеро отримали поранення. Зранку росіяни завдали авіаудару по селищу Глушківка за 20 км від Куп'янська, було поранено щонайменше чотирьох цивільних осіб.  ЗС РФ провели 80 атак на Херсонську область, випустивши понад 400 ракет. Щонайменше одна цивільна особа загинула і ще вісім отримали поранення.
У Чорному морі цивільне судно під прапором Панами, яке прямувало на завантаження зерном до одного з дунайських портів, підірвалося на міні, поранені двоє моряків.
Японський портал Nikkei Asia повідомив, що в березні під час візиту китайського лідера Сі Цзіньпіна до Москви Путін повідомив про плани вести війну з Україною щонайменше п'ять років.

### 29 грудня
ЗСУ ліквідували 850 окупантів, загальна кількість втрат армії рф із початку вторгнення склала 357 520. Вранці росіяни завдали масованого ракетного удару по містах України, внаслідок обстрілів Києва хагинуло щонайменше 30 осіб. Під час ракетного удару по Запоріжжю щонайменше 13 людей було поранено, семеро — загинули. ЗСУ збили 18 із 22 запущених росіянами шахедів.

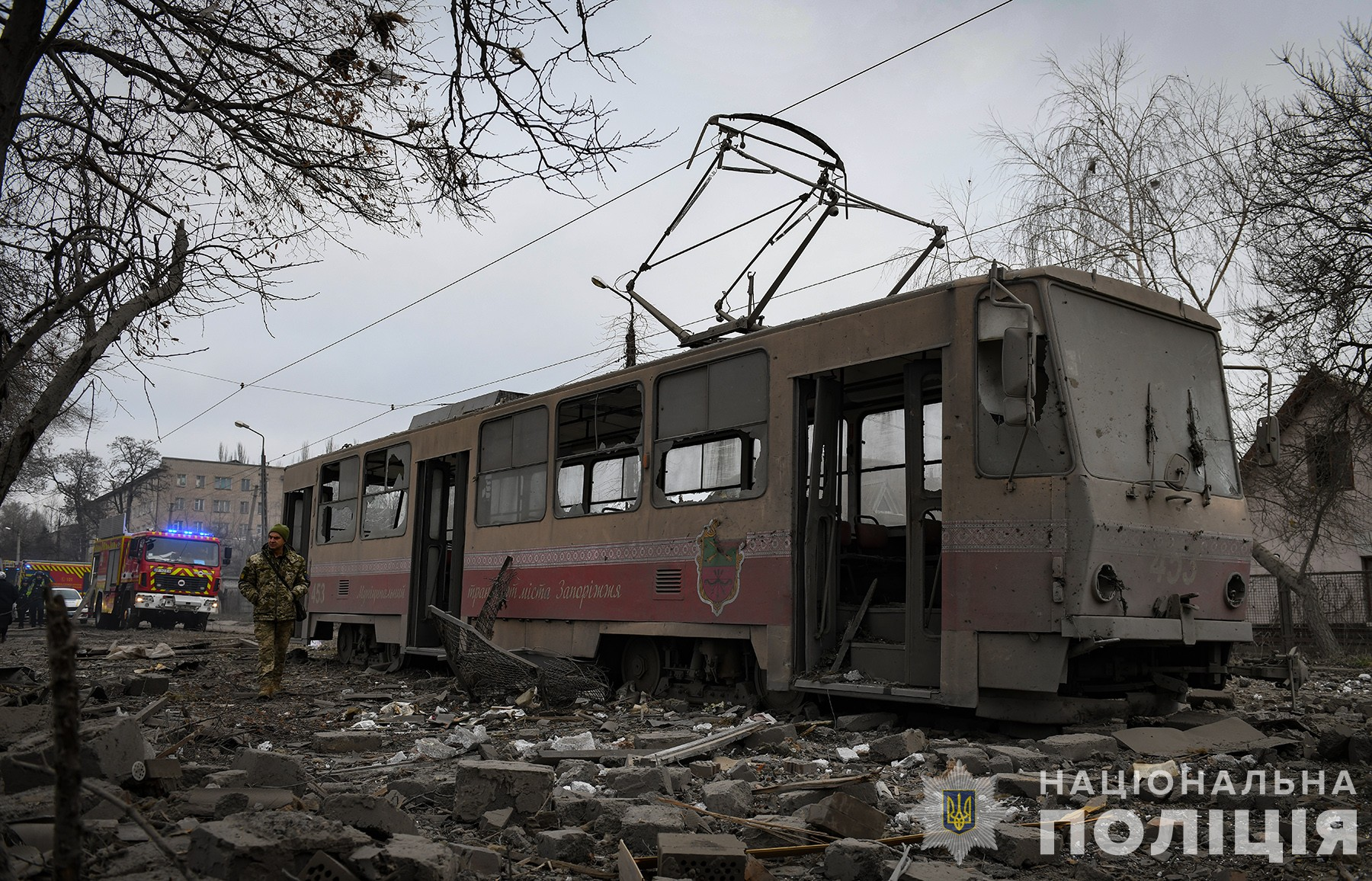
Наслідки влучання ракети в Запоріжжі. 29 грудня 2023 року

Польське керівництво повідомило про невідомий об'єкт у повітряному просторі Польщі під час ранкової атаки Росії по Україні, він пробув там 3 хвилини та пролетів 40 км територією Польщі. Командувач Оперативних збройних сил генерал-майор Мацей Кліш сказав: «Варіант, який я пропоную з військової точки зору, полягає в тому, щоб ракета залишила Польщу. Об'єкт перебував у Польщі менше 3 хвилин, приблизно 40 км порушення повітряного простору». Начальник Генерального штабу Війська Польського генерал Вєслав Кукула заявив, що повітряний простір Польщі 29 грудня порушила російська ракета.
Вдень російська армія завдала ракетного удару по місту Сміла в Черкаській області. Унаслідок атаки є 8 постраждалих, пошкоджено 51 приватний будинок.

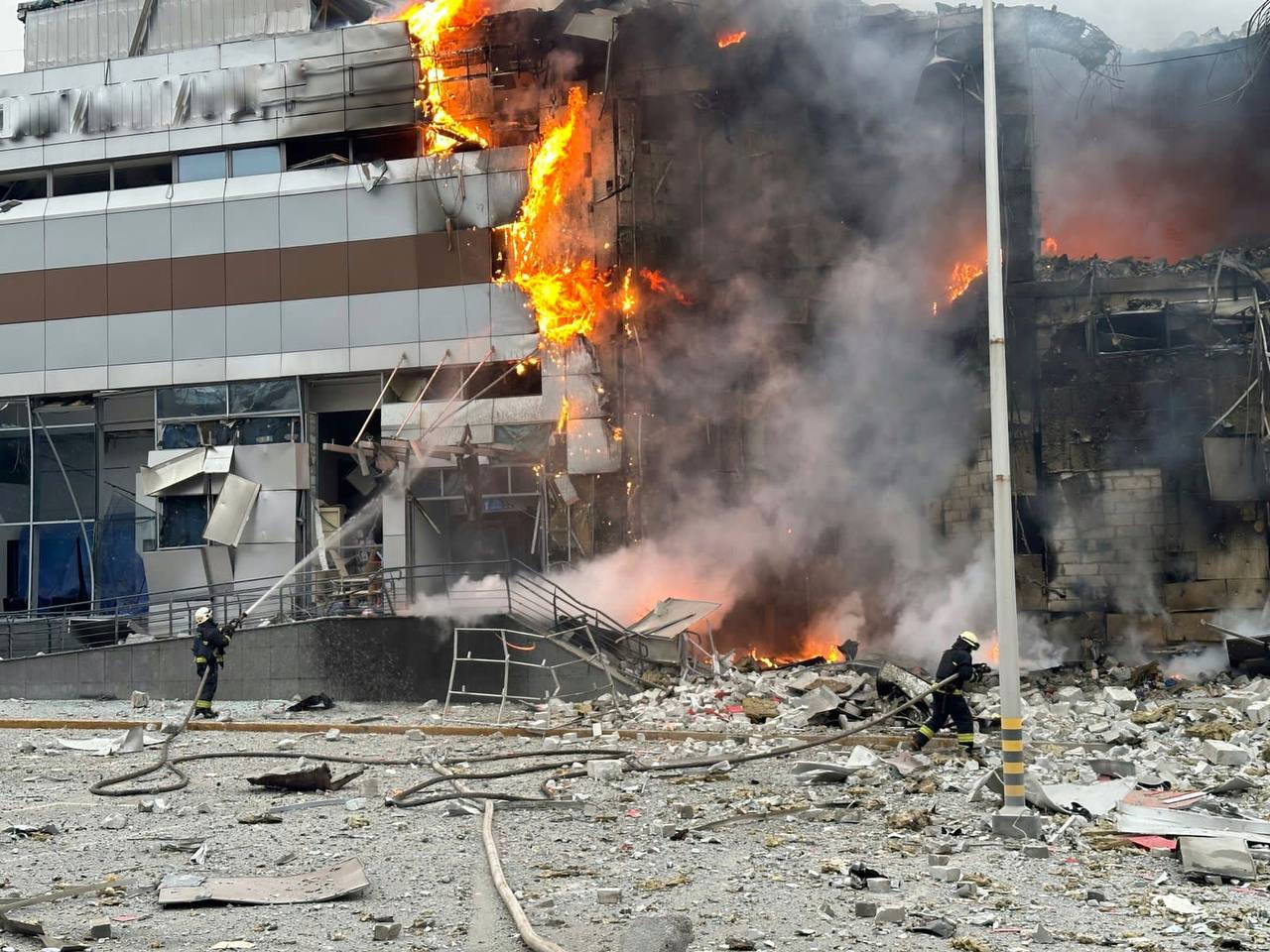
Палаючий торгівельний центр після падіння уламків ракети у Дніпрі. 29 грудня 2023 року

В Красногорівці ворожі снаряди поцілили по приватному сектору, внаслідок чого 41-річний чоловік та 83-річна жінка дістали поранення. Також дістав травми 79-річний чоловік, який був у власному будинку. Внаслідок влучань в Авдіївці було поранено містянина.
Внаслідок російського удару по Торецьку 60-річна жінка зазнала уламкових поранень та перелом ноги на власному подвір'ї. Кількість постраждалих унаслідок російського обстрілу Львова зросла до 30 осіб, у Нікополі від російського удару пострждало троє цивільних.
Президент Зеленський відвідав контрольно-спостережний пункт 110-ї механізованої бригади в Авдіївці, заслухав доповідь командира бригади Миколи Чумака.
Тривало розширення плацдарму на лівому березі Дніпра, де було відбито 10 атак. НЗФ атакували на Куп'янському, Бахмутському, Авдіївському, Мар'їнському та Запорізькому напрямках, де відбулося 56 бойових зіткнень. На Куп'янському та Бахмутському напрямках українці відбили сім обстрілів у районі Синьківки та по два біля Богданівки та Андріївки. На Авдіївському та Мар'їнському напрямках росіяни продовжували спроби оточити Авдіївку, але українці тримали оборону, відбивши вісім атак біля Степового та Авдіївки і 21 атаку біля Північного, Первомайського та Невеля. Також було відбито дев'ять атак поблизу Мар'їнки та Новомихайлівки. На Запорізькому напрямку ЗС рф здійснили дві невдалі атаки близ Вербового, здійснили 150 ракетних ударів, 74 авіаудари та 84 обстріли українських позицій та населених пунктів, ЗСУ завдали 10 авіаударів по районах зосередження і три по зенітно-ракетних комплексах, а артилерія обстріляла два райони зосередження, три артилерійські установки і п'ять складів з боєприпасами. Від обстрілу Сміли на Черкащині поранено 8 людей, одна з них дитина. Росіяни обстріляли Києв, Дніпро, Львів та Харків, у містах лунали вибухи. У Конотопі в Сумській області було пошкоджено багатоквартирний будинок. У Києві пошкоджена станція метро "Лукʼянівська".
Російські війська атакували Нікополь, поранивши щонайменше трьох цивільних. Атаки пошкодили два фермерських господарства, де були зруйновані склади та автомобілі. Також було пошкоджено соціальне та промислове підприємство. У Дніпрі від влучання ракети загорівся торговельний центр.
Українська хакерська група «Кіберспротив» заявила, що перехопила електронне листування Чорноморського флоту Росії, з якого випливає, що Україна атакувала російський десантний корабель «Новочеркаськ», в результаті чого загинуло щонайменше 74 російських солдатів і ще 27 отримали поранення.

### 30 грудня
ЗСУ протягом доби ліквідували 960 окупантів, 30 артилерійських систем, 17 ББМ та 8 танків. Вночі російсіяни атакували Україну, застосувавши 10 БПЛА типу Shahed-136/131. ППО України збило п'ять ударних дронів, є влучання в Хмельницькій області.
Вночі у російському Брянську два безпілотника атакували радіозавод «Кремний ЭЛ» — одне з найбільших підприємств мікроелектроніки Росії. Зокрема на ньому виготовляють компоненти для систем ППО «Панцир» і ракетних комплексів «Іскандер». Вони спричинили пожежі в адміністративній будівлі, а також один із дронів начебто звалився на будівлю залізничного вокзалу. Загалом військові об'єкти в РФ зазнали атаки із понад 70 дронів.

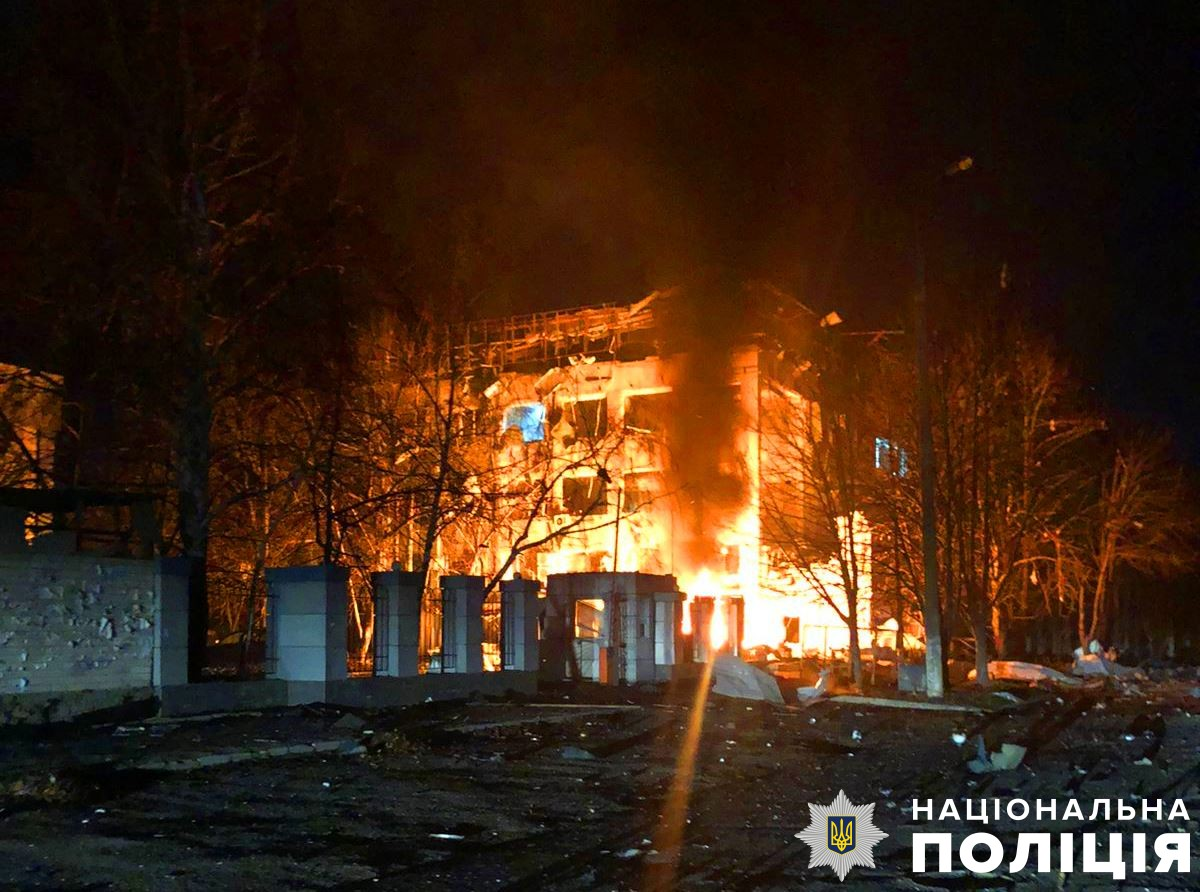
Будівля, зруйнована в Херсоні 30 грудня

Вдень росіяни обстріляли село Степногірськ з РСЗВ, загинула одна людина. Росіяни атакували Херсон, влучивши в будівлю, де знаходилося представництво омбудсмена з прав людини.
Близько 15:00 години в російських ЗМІ почали виникати відео про вибухи в Бєлгороді, що виникли в наслідок збиття бпла засобами ППО, Щонайменше 24 людини, в тому числі троє дітей, загинули і близько 110 отримали поранення в Бєлгороді. За твердженнями губернатора Олександра Богомаза, в Брянську загинула дитина, пошкоджено базу відпочинку, 55 будинків, приватні підприємства, дитячий садок і футбольне поле.
Українські та британські ЗМІ заявили, що помилка в системі протиповітряної оборони Росії призвела до падіння уламків безпілотників і ракет на цивільні об'єкти, і що українські військові не атакували цивільні об'єкти.

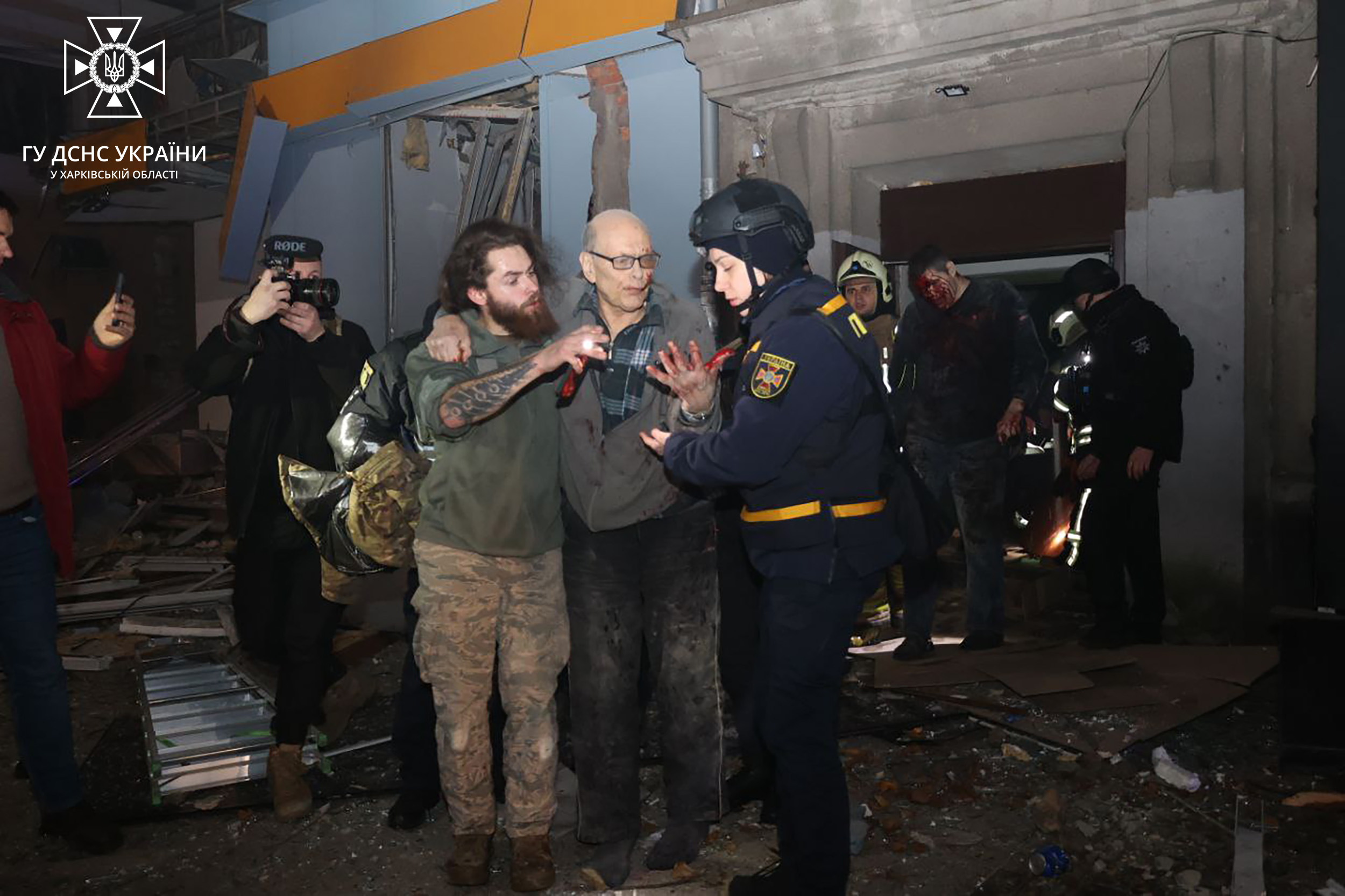
Виведення постраждалих з будинку в Харкові після ракетного обстрілу. 30.12.2023

Увечері росія здійснила ракетний обстріл Харкова ракетою Іскандер-М. Зафіксовані 6 вибухів, та руйнування готеля Kharkiv Palace, 22 людини поранено внаслідок удару росіян по центру міста. Руйнувань зазнали 12 багатоквартирних будинків та 13 приватних, лікарні, дитячий садок, газопровід, машини та торговельні приміщення.

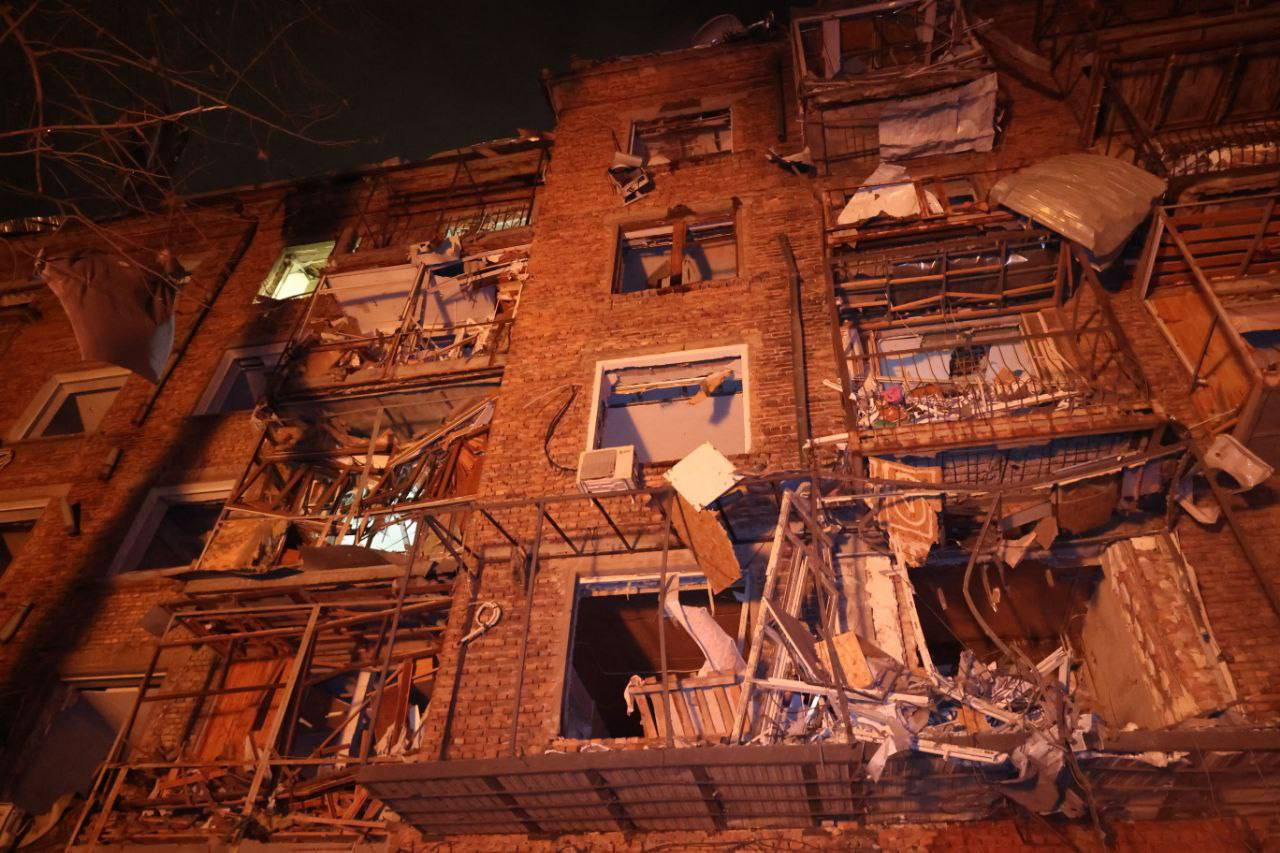
Будинок в центрі Харкова після обстрілу ракетою з РСЗВ С-300. 30 грудня 2023 року.

За даними ISW, російські війська здійснили підтверджені просування поблизу Кремінної, Бахмута та Авдіївки та продовжили позиційні бої по всій лінії фронту. Крім того, Росія продовжила свої зусилля з інтеграції систем освіти в окупованій Україні та розробки освітніх програм, спрямованих на ліквідацію української ідентичності на окупованих територіях.
Тривало розширення плацдарму на лівому березі Дніпра, де було відбито 13 атак. Російсько-терористичні війська атакували на Куп'янському, Лиманському, Бахмутському, Авдіївському, Мар'їнському, Шатарському та Запорізькому напрямках, де відбулося 54 бойових зіткнення. На Куп'янському, Лиманському та Бахмутському напрямках українці відбили вісім обстрілів у районі Синьківки, два — поблизу Макіївки та дев'ять — біля Богданівки, Ключівки та Андріївки. На Авдіївському та Мар'їнському напрямках росіяни продовжували спроби оточити Авдіївку, але українці тримали оборону, відбивши п'ять атак біля Степового та Авдіївки і 13 атак біля Первомайського та Невеля. Також було відбито вісім атак поблизу Красногорівки, Мар'їнки та Новомихайлівки. На Шахтарському та Запорізькому напрямках російські війська здійснили шість невдалих обстрілів поблизу Прутного, на захід від Вербового та на схід від Копані. Протягом дня Росія здійснила дев'ять ракетних ударів, 55 авіаударів та 79 обстрілів українських позицій та населених пунктів (повідомляється про жертви серед мирного населення та зруйновану інфраструктуру). Українська авіація завдала 11 авіаударів по районах зосередження і три по зенітно-ракетних комплексах, а артилерія — по трьох зенітно-ракетних комплексах, району зосередження, семи артилерійських установках і трьом станціям радіоелектронної боротьби.
Російські окупанти ввечері, атакували місто Селидове, що в Покровському районі Донецької області, ракетою із ЗРК С-300, внаслідок чого загинув чоловік.

### 31 грудня

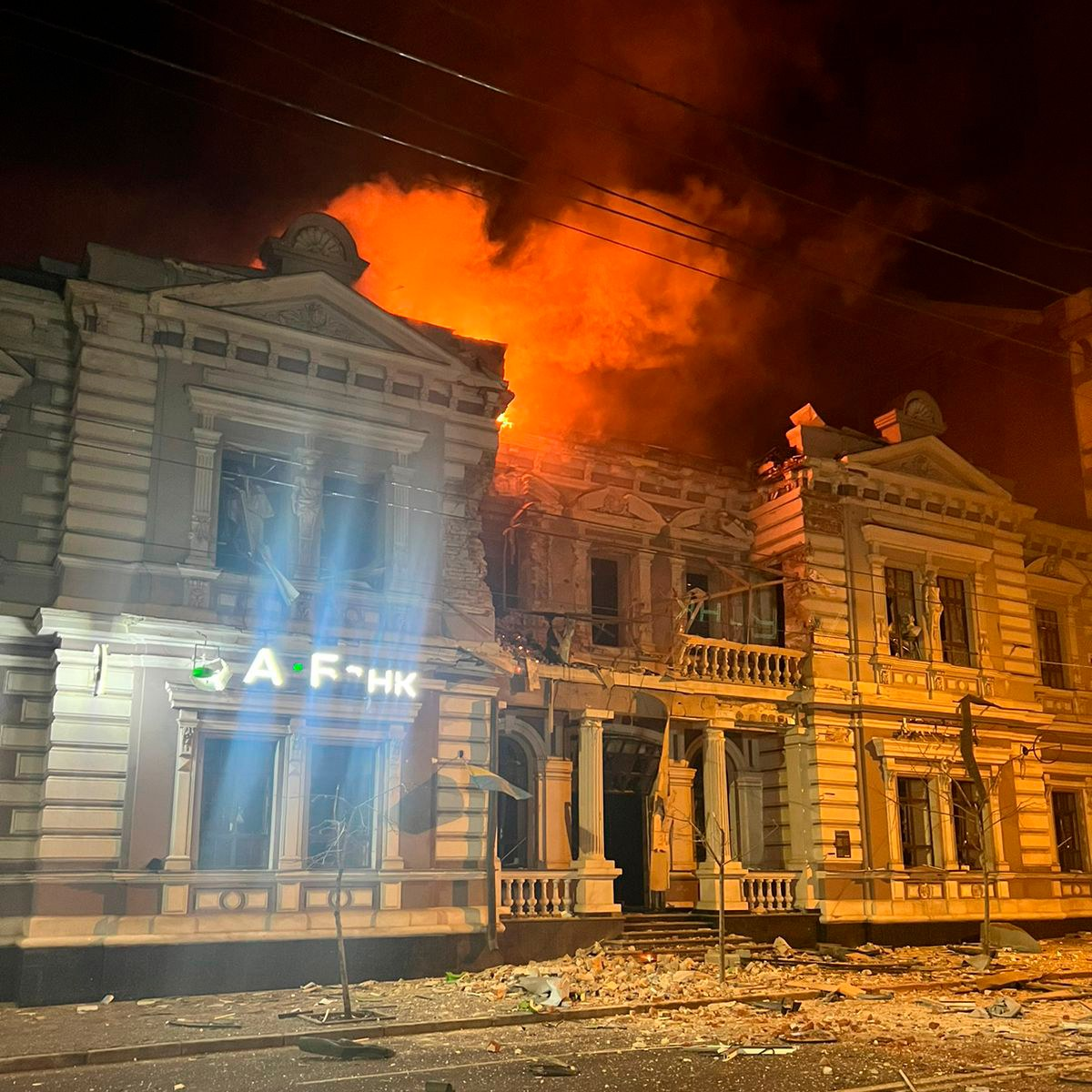
Будівля банку в Харкові (пам'ятка архітектури 1901—1903 років) після нічної атаки безпілотника на центр міста. 31 грудня 2023 рік

Росіяни атакували на Куп'янському, Лиманському, Бахмутському, Авдіївському, Мар'їнському, Шатарському та Запорізькому напрямках, де відбулося 55 бойових зіткнень. На Куп'янському, Лиманському та Бахмутському напрямках українці відбили вісім обстрілів у районі Синьківки та Петропавлівки, один — біля Макіївки, 10 — біля Богданівки та Андріївки. На Авдіївському та Мар'їнському напрямках росіяни продовжували спроби оточити Авдіївку, але ЗСУ тримали оборону, відбивши чотири атаки біля Степового та Авдіївки і 14 атак біля Первомайського та Невеля. Також було відбито чотири атаки в районі Новомихайлівки.
На Шахтарському та Запорізькому напрямках російські війська здійснили щонайменше шість невдалих обстрілів поблизу Урожайного, Роботиного та на південь від Новодарівки. Протягом дня Росія здійснила 13 ракетних ударів, 127 авіаударів та 181 обстріл українських позицій та населених пунктів (повідомляється про жертви серед мирного населення та зруйновану інфраструктуру). Українська авіація завдала 11 авіаударів по районах зосередження, а артилерія — по дев'яти районах зосередження, трьох складах боєприпасів і командному пункту.
Вночі росіяни атакували Україну 49 ударними БПЛА типу Shahed-136/131 із трьох напрямків: мис Чауда (Крим), район Приморсько-Ахтарська й Курська область (РФ). Також загарбники завдали удару по Харкову шістьома зенітними керованими ракетами С-300. Повітряних сил знищили 21 ворожий Shahed.
Вночі РФ обстріляла смт Борова Ізюмського району. Зруйновано жилий будинок, двоє загиблих. РФ чотири рази обстріляла Чугуїв Харківського району.
Від початку повномасштабного вторгнення російська армія запустили по Україні понад 7500 ракет. Одна людина загинула і кілька отримали поранення після того, як Росія завдала удару по Одесі за допомогою безпілотників. Уламки збитих безпілотників влучили в будівлі по всьому місту, спричинивши пожежі в кількох житлових районах. Внаслідок обстрілу Херсону десятьох людей було поранено, одна людина загинула. Росіяни завдали ударів по Покровську Донецької області, одну дитину було поранено.
Про події наступного місяця — див. у статті Хронологія російського вторгнення в Україну (січень 2024)